# الطواف النسائي للاتحاد الدولي لكرة المضرب – 2015 (أكتوبر–ديسمبر)
الطواف النسائي للاتحاد الدولي لكرة المضرب هي نسخة عام 2015 من الجولة الثانية في لعبة كرة المضرب للمحترفات. تنظمها الاتحاد الدولي لكرة المضرب وهي درجة أقل من جولة رابطة محترفات التنس. يتضمن الطواف العالمي لكرة المضرب النسائية برعاية الاتحاد الدولي لكرة المضرب بطولات بجوائز مالية تتراوح من $15،000 إلى $100،000.

## المواسم
| مواسم الطواف العالمي لكرة المضرب النسائية برعاية الاتحاد الدولي لكرة المضرب | مواسم الطواف العالمي لكرة المضرب النسائية برعاية الاتحاد الدولي لكرة المضرب | مواسم الطواف العالمي لكرة المضرب النسائية برعاية الاتحاد الدولي لكرة المضرب | مواسم الطواف العالمي لكرة المضرب النسائية برعاية الاتحاد الدولي لكرة المضرب | مواسم الطواف العالمي لكرة المضرب النسائية برعاية الاتحاد الدولي لكرة المضرب | مواسم الطواف العالمي لكرة المضرب النسائية برعاية الاتحاد الدولي لكرة المضرب | مواسم الطواف العالمي لكرة المضرب النسائية برعاية الاتحاد الدولي لكرة المضرب | مواسم الطواف العالمي لكرة المضرب النسائية برعاية الاتحاد الدولي لكرة المضرب | مواسم الطواف العالمي لكرة المضرب النسائية برعاية الاتحاد الدولي لكرة المضرب | مواسم الطواف العالمي لكرة المضرب النسائية برعاية الاتحاد الدولي لكرة المضرب |
| تسعينيات القرن العشرين                                                      | تسعينيات القرن العشرين                                                      | تسعينيات القرن العشرين                                                      | تسعينيات القرن العشرين                                                      | تسعينيات القرن العشرين                                                      | تسعينيات القرن العشرين                                                      | تسعينيات القرن العشرين                                                      | تسعينيات القرن العشرين                                                      | تسعينيات القرن العشرين                                                      | تسعينيات القرن العشرين                                                      |
| --------------------------------------------------------------------------- | --------------------------------------------------------------------------- | --------------------------------------------------------------------------- | --------------------------------------------------------------------------- | --------------------------------------------------------------------------- | --------------------------------------------------------------------------- | --------------------------------------------------------------------------- | --------------------------------------------------------------------------- | --------------------------------------------------------------------------- | --------------------------------------------------------------------------- |
| 1994                                                                        | 1995                                                                        | 1995                                                                        | 1996                                                                        | 1997                                                                        | 1998                                                                        | 1999                                                                        |                                                                             |                                                                             |                                                                             |
| العقد الأول من القرن 21                                                     |                                                                             |                                                                             |                                                                             |                                                                             |                                                                             |                                                                             |                                                                             |                                                                             |                                                                             |
| 2000                                                                        | 2001                                                                        | 2002                                                                        | 2003                                                                        | 2004                                                                        | 2005                                                                        | 2006                                                                        | 2007                                                                        | 2008 الربع الأول · الربع الثاني · الربع الثالث                              | 2009                                                                        |
| العقد الثاني من القرن 21                                                    |                                                                             |                                                                             |                                                                             |                                                                             |                                                                             |                                                                             |                                                                             |                                                                             |                                                                             |
| 2010 الربع الأول · الربع الثاني · الربع الثالث · الربع الرابع               | 2011 الربع الأول · الربع الثاني · الربع الثالث · الربع الرابع               | 2012 الربع الأول · الربع الثاني · الربع الثالث · الربع الرابع               | 2013 الربع الأول · الربع الثاني · الربع الثالث · الربع الرابع               | 2014 الربع الأول · الربع الثاني · الربع الثالث · الربع الرابع               | 2015 الربع الأول · الربع الثاني · الربع الثالث · الربع الرابع               | 2016 الربع الأول · الربع الثاني · الربع الثالث · الربع الرابع               | 2017 الربع الأول · الربع الثاني · الربع الثالث · الربع الرابع               | 2018 الربع الأول · الربع الثاني · الربع الثالث · الربع الرابع               | 2019 الربع الأول · الربع الثاني · الربع الثالث · الربع الرابع               |
| العقد الثالث من القرن 21                                                    |                                                                             |                                                                             |                                                                             |                                                                             |                                                                             |                                                                             |                                                                             |                                                                             |                                                                             |
| 2020 الربع الأول · الربع الثاني · الربع الثالث · الربع الرابع               | 2021 الربع الأول · الربع الثاني · الربع الثالث · الربع الرابع               | 2022 الربع الأول · الربع الثاني · الربع الثالث · الربع الرابع               | 2023 الربع الأول · الربع الثاني · الربع الثالث · الربع الرابع               | 2024 الربع الأول · الربع الثاني · الربع الثالث · الربع الرابع               | 2025 الربع الأول · الربع الثاني · الربع الثالث · الربع الرابع               |                                                                             |                                                                             |                                                                             |                                                                             |

## المفتاح
| الفئات      | القيمة المالية |
| بطولات W100 | $100,000       |
| بطولات W75  | $75,000        |
| بطولات W50  | $50,000        |
| بطولات W25  | $25,000        |
| بطولات W15  | $15,000        |
| بطولات W10  | $10,000        |

## الأشهر

### أكتوبر
| الأسبوع   | البطولة                                                                                          | الفائزات                                                 | الوصيفات                                 | المتأهلات لنصف النهائي                   | المتأهلات لربع النهائي                                                     |
| --------- | ------------------------------------------------------------------------------------------------ | -------------------------------------------------------- | ---------------------------------------- | ---------------------------------------- | -------------------------------------------------------------------------- |
| 5 أكتوبر  | أبييرتو تامبيكو تامبيكو، المكسيك ملعب صلب $50،000+H Singles – Doubles                            | لورديس دومينغيز لينو 7–5، 6–4                            | أليز ليم                                 | غريس مين Martina Caregaro                | كريستي آهن أليس ماتيوكسي فيكتوريا رودريغيز ناديه بودوروسكا                 |
| 5 أكتوبر  | أبييرتو تامبيكو تامبيكو، المكسيك ملعب صلب $50،000+H Singles – Doubles                            | ماريا إيروغيين باربورا كرجتشيكوفا 7–5، 6–2               | فيرونيكا سبيد رويج مارينا ميلنيكوفا      | غريس مين Martina Caregaro                | كريستي آهن أليس ماتيوكسي فيكتوريا رودريغيز ناديه بودوروسكا                 |
| 5 أكتوبر  | تحدي تنس كيركلاند كيركلاند، الولايات المتحدة ملعب صلب $50،000 Singles – Doubles                  | ماندي مينلا 2–6، 7–5، 6–2                                | نيكول غيبس                               | سابرينا سانتاماريا أنطونيا لوتنير        | ساتشيا فيكري ميلاني أودين جيسيكا بيجلا أليكسا جلاتش                        |
| 5 أكتوبر  | تحدي تنس كيركلاند كيركلاند، الولايات المتحدة ملعب صلب $50،000 Singles – Doubles                  | ستيفاني فريتز ماندي مينلا 6–4، 4–6، [10–4]               | ليزلي كيرخوف أرانتشا روس                 | سابرينا سانتاماريا أنطونيا لوتنير        | ساتشيا فيكري ميلاني أودين جيسيكا بيجلا أليكسا جلاتش                        |
| 5 أكتوبر  | كيرنز (ولاية كوينزلاند)، أستراليا ملعب صلب $25،000 قرعة المباريات الفردية والزوجية               | دلما جالفي 6–4، 6–7(9–11)، 6–1                           | أوليفيا تجاندراموليا                     | تامي باترسون سيندي برغر                  | كيمبرلي بيريل كاتي دان جنيفر إيلي ناتيلا دزالاميدزه                        |
| 5 أكتوبر  | كيرنز (ولاية كوينزلاند)، أستراليا ملعب صلب $25،000 قرعة المباريات الفردية والزوجية               | جيسيكا مور ستورم ساندرز 6–0، 6–3                         | جنيفر إيلي آسيا محمد                     | تامي باترسون سيندي برغر                  | كيمبرلي بيريل كاتي دان جنيفر إيلي ناتيلا دزالاميدزه                        |
| 5 أكتوبر  | سوزوبول، بلغاريا ملعب صلب $10،000 قرعة المباريات الفردية والزوجية                                | فيفيان هايزن 6–2، 7–6(7–1)                               | جوليا تيرزيسكا                           | فيكتوريا توموفا أندريا روشكا             | ناديا كولب فيفيان زلاتانوفا لينكا كونتشيكوفا كارولينا ستوشل                |
| 5 أكتوبر  | سوزوبول، بلغاريا ملعب صلب $10،000 قرعة المباريات الفردية والزوجية                                | فيفيان هايزن جوليا تيرزيسكا 6–3، 6–1                     | لينكا كونتشيكوفا كارولينا ستوشل          | فيكتوريا توموفا أندريا روشكا             | ناديا كولب فيفيان زلاتانوفا لينكا كونتشيكوفا كارولينا ستوشل                |
| 5 أكتوبر  | شرم الشيخ، مصر ملعب صلب $10،000 قرعة المباريات الفردية والزوجية                                  | جاكلين كاباج أواد 2–6، 7–6(7–5)، 6–4                     | فريا كريستي                              | باربرا بونيتش كاثارينا ليهنرت            | آنا مورجينا لينكا جريكوفا علا أبو ذكري فارفارا فلينك                       |
| 5 أكتوبر  | شرم الشيخ، مصر ملعب صلب $10،000 قرعة المباريات الفردية والزوجية                                  | فريا كريستي ألكسندرا رايلي 7–6(11–9)، 3–6، [10–8]        | علا أبو ذكري آنا فيسيلينوفيتش            | باربرا بونيتش كاثارينا ليهنرت            | آنا مورجينا لينكا جريكوفا علا أبو ذكري فارفارا فلينك                       |
| 5 أكتوبر  | بولا، إيطاليا ملعب ترابي $10،000 قرعة المباريات الفردية والزوجية                                 | آني شيفر 6–1، 6–3                                        | كاميلا روساتيلو                          | فاندا لوكاش جويا باربييري                | ديانا رادانوفيتش ماري تيمين أليس بالدوتشي فيندولا زوڤينكوفا                |
| 5 أكتوبر  | بولا، إيطاليا ملعب ترابي $10،000 قرعة المباريات الفردية والزوجية                                 | فاندا لوكاش كاميلا روساتيلو 6–3، 6–2                     | داشا ايفانوفا ميلاني كريووي              | فاندا لوكاش جويا باربييري                | ديانا رادانوفيتش ماري تيمين أليس بالدوتشي فيندولا زوڤينكوفا                |
| 5 أكتوبر  | شيمكنت، كازاخستان ملعب ترابي $10،000 قرعة المباريات الفردية والزوجية                             | صوفيا كفاتسابايا 6–4، 5–7، 6–1                           | جوليت ستوير                              | إيكاترين جورجودزي كاميلا كيريمباييفا     | جوزال آينيتدينوفا تمارا بيزوكوفا آرينا فولتس جيبيك كولامباييفا             |
| 5 أكتوبر  | شيمكنت، كازاخستان ملعب ترابي $10،000 قرعة المباريات الفردية والزوجية                             | إيكاترين جورجودزي صوفيا كفاتسابايا 7–5، 3–6، [10–6]      | ألبينا خابيبولينا بولينا ميرينكوفا       | إيكاترين جورجودزي كاميلا كيريمباييفا     | جوزال آينيتدينوفا تمارا بيزوكوفا آرينا فولتس جيبيك كولامباييفا             |
| 5 أكتوبر  | مرسى القنطاوي، تونس ملعب صلب $10،000 قرعة المباريات الفردية والزوجية                             | فاليريا ستراكوفا 6–2، 6–0                                | فالنتيني جراماتيكوبولو                   | جيسيكا بونشيه ميكايلا أونتشوفا           | ميرابيل نجوزي يلينا سيميتش باتي شنايدر كارلا تولي                          |
| 5 أكتوبر  | مرسى القنطاوي، تونس ملعب صلب $10،000 قرعة المباريات الفردية والزوجية                             | فالنتيني جراماتيكوبولو فاليريا ستراكوفا 5–7، 6–3، [10–5] | إينيس مورتا بولين باييت                  | جيسيكا بونشيه ميكايلا أونتشوفا           | ميرابيل نجوزي يلينا سيميتش باتي شنايدر كارلا تولي                          |
| 5 أكتوبر  | أنطاليا، تركيا ملعب صلب $10،000 قرعة المباريات الفردية والزوجية                                  | أرينا سابالينكا 6–4، 6–7(4–7)، 7–5                       | نيكوليتا داسكالو                         | آنا بوندار ريبيكا ستولمار                | أندريا غيتسيسكو غريت مينين فاليريا بهونو أنيتا حوساريتش                    |
| 5 أكتوبر  | أنطاليا، تركيا ملعب صلب $10،000 قرعة المباريات الفردية والزوجية                                  | نيكوليتا داسكالو أندريا غيتسيسكو 6–4، 3–6، [10–5]        | آنا بوندار ريبيكا ستولمار                | آنا بوندار ريبيكا ستولمار                | أندريا غيتسيسكو غريت مينين فاليريا بهونو أنيتا حوساريتش                    |
| 5 أكتوبر  | جزيرة هيلتون هيد، الولايات المتحدة ملعب ترابي $10،000 قرعة المباريات الفردية والزوجية            | أليكس غراهام 6–4، 7–6(7–5)                               | ألريكك إيكري                             | ماكينا جونز ألكسندرا بيربر               | رافينا كينغسلي مارتينا فرانطوفا نيكول كوبرسميث كارولين برايس               |
| 5 أكتوبر  | جزيرة هيلتون هيد، الولايات المتحدة ملعب ترابي $10،000 قرعة المباريات الفردية والزوجية            | مادلين كوبيلت نيكا كوكهارشوك 6–2، 3–6، [10–8]            | أليكس بورتلز لورين هيرنغ                 | ماكينا جونز ألكسندرا بيربر               | رافينا كينغسلي مارتينا فرانطوفا نيكول كوبرسميث كارولين برايس               |
| 12 أكتوبر | توومبا، أستراليا ملعب صلب $25،000 قرعة المباريات الفردية والزوجية                                | ميسا إجوشي 7–6(8–6)، 7–5                                 | سوزان سيليك                              | إري هوزمي سيندي برغر                     | جيسيكا مور أليسون باي ناتيلا دزالاميدزه إريكا سما                          |
| 12 أكتوبر | توومبا، أستراليا ملعب صلب $25،000 قرعة المباريات الفردية والزوجية                                | ميسا إجوشي إري هوزمي 4–6، 7–5، [10–5]                    | فيرونيكا كورنينج جيسيكا واكنيك           | إري هوزمي سيندي برغر                     | جيسيكا مور أليسون باي ناتيلا دزالاميدزه إريكا سما                          |
| 12 أكتوبر | ماكينوهارا (شيزوكا)، اليابان عشب $25،000 قرعة المباريات الفردية والزوجية                         | كاتارزينا كاوا 6–7(6–8)، 6–2، 7–6(8–6)                   | ريكو ساوياناغي                           | توري كينارد شاكو أوياما                  | كاناي هيسامي جونري ناميجاتا أياكا أوكونو يوكي تاناكا                       |
| 12 أكتوبر | ماكينوهارا (شيزوكا)، اليابان عشب $25،000 قرعة المباريات الفردية والزوجية                         | كاناي هيسامي كوتومي تاكاهاتا 6–4، 6–1                    | يوكينة سايغو إينا شيبهارا                | توري كينارد شاكو أوياما                  | كاناي هيسامي جونري ناميجاتا أياكا أوكونو يوكي تاناكا                       |
| 12 أكتوبر | روك هيل، الولايات المتحدة ملعب صلب $25،000 قرعة المباريات الفردية والزوجية                       | جينيفر برادي 7–5، 6–4                                    | أندريا غاميز                             | رومينا أوبراندي ألريكك إيكري             | فيرونيكا سبيد رويج إيمي زو شيرازاد رايكس غابرييلا سي                       |
| 12 أكتوبر | روك هيل، الولايات المتحدة ملعب صلب $25،000 قرعة المباريات الفردية والزوجية                       | إيما بورجيك بوكو ريناتا زارازوا 7–5، 6–2                 | إليتسا كوستوفا فلورنسيا مولينيرو         | رومينا أوبراندي ألريكك إيكري             | فيرونيكا سبيد رويج إيمي زو شيرازاد رايكس غابرييلا سي                       |
| 12 أكتوبر | ساو باولو، البرازيل ملعب ترابي $10،000 قرعة المباريات الفردية والزوجية                           | ماريا فرناندا ألفاريز تيران 2–6، 7–5، 6–4                | لورا بيجوسي                              | فرناندا بريتو مارتينا كابورو تابرادا     | ناتاليا روسي كارلا لوسيرو باربارا أوليفيرا ناثالي كوراتا                   |
| 12 أكتوبر | ساو باولو، البرازيل ملعب ترابي $10،000 قرعة المباريات الفردية والزوجية                           | ماريا فرناندا ألفاريز تيران لورا بيجوسي 6–3، 4–6، [10–5] | ميلينا فريرو كارلا لوسيرو                | فرناندا بريتو مارتينا كابورو تابرادا     | ناتاليا روسي كارلا لوسيرو باربارا أوليفيرا ناثالي كوراتا                   |
| 12 أكتوبر | ألبينا، بلغاريا ملعب ترابي $10،000 قرعة المباريات الفردية والزوجية                               | فيفيان زلاتانوفا 6–1، 7–5                                | كاميليا هريستيا                          | كريستينا آداميسكو ماغدالينا بانتوشكوفا   | لينكا كونتشيكوفا هيليا إيسن كارولينا ستوخلا آنا جورجيتا سميون              |
| 12 أكتوبر | ألبينا، بلغاريا ملعب ترابي $10،000 قرعة المباريات الفردية والزوجية                               | لينكا كونتشيكوفا كارولينا ستوخلا 6–1، 6–3                | غابرييلا بانتوشكوفا ماغدالينا بانتوشكوفا | كريستينا آداميسكو ماغدالينا بانتوشكوفا   | لينكا كونتشيكوفا هيليا إيسن كارولينا ستوخلا آنا جورجيتا سميون              |
| 12 أكتوبر | شرم الشيخ، مصر ملعب صلب $10،000 قرعة المباريات الفردية والزوجية                                  | كاثارينا لينيرت 6–4، 6–3                                 | فيرونيكا ميروشنيتشينكو                   | جاكلين كاباج أواد آنا مورجينا            | فارفارا فلينك آنا بيانكا ميهايلا لينكا جريكوفا فريا كريستي                 |
| 12 أكتوبر | شرم الشيخ، مصر ملعب صلب $10،000 قرعة المباريات الفردية والزوجية                                  | كارولا بيجينارو فريا كريستي 6–3، 6–2                     | جيني كلافي آنا مورجينا                   | جاكلين كاباج أواد آنا مورجينا            | فارفارا فلينك آنا بيانكا ميهايلا لينكا جريكوفا فريا كريستي                 |
| 12 أكتوبر | كاندية، اليونان ملعب صلب $10،000 قرعة المباريات الفردية والزوجية                                 | بيمرا أوزجن 6–0، 6–1                                     | فاني أوستلوند                            | جولي جيرفي رالوكا شيربان                 | جوليا فاخاتشيك ستيفي كاروثرز يانا مورديرغر فيكتوريا كوجموفا                |
| 12 أكتوبر | كاندية، اليونان ملعب صلب $10،000 قرعة المباريات الفردية والزوجية                                 | فيكتوريا كوجموفا رالوكا شيربان 6–2، 6–0                  | ستيفي ديستلمنتس كيلي فيرستيغ             | جولي جيرفي رالوكا شيربان                 | جوليا فاخاتشيك ستيفي كاروثرز يانا مورديرغر فيكتوريا كوجموفا                |
| 12 أكتوبر | تل أبيب، إسرائيل ملعب صلب $10،000 قرعة المباريات الفردية والزوجية                                | أولغا دوروشينا 7–6(7–4)، 6–3                             | دينيز خازانيوك                           | جايدا دانيل أماندين كازو                 | صوفيا دميتريفا لينا غلاشكو فلادا إكشيباروفا مارتا بايينا                   |
| 12 أكتوبر | تل أبيب، إسرائيل ملعب صلب $10،000 قرعة المباريات الفردية والزوجية                                | أولغا دوروشينا فلادا إكشيباروفا 4–6، 6–4، [10–8]         | لوسي براون أماندين كازو                  | جايدا دانيل أماندين كازو                 | صوفيا دميتريفا لينا غلاشكو فلادا إكشيباروفا مارتا بايينا                   |
| 12 أكتوبر | بولا، إيطاليا ملعب ترابي $10،000 قرعة المباريات الفردية والزوجية                                 | فاندا لوكاش 4–6، 7–5، 6–3                                | ليلا بارزو                               | فالنتينا كونفالونيري ديانا رادانوفيتش    | ميرينا تونا نينا ستادلر جوليا كيملمان فيديريكا أرسيدياكونو                 |
| 12 أكتوبر | بولا، إيطاليا ملعب ترابي $10،000 قرعة المباريات الفردية والزوجية                                 | أليس بالدوتشي فالنتينا كونفالونيري 6–2، 6–4              | ديبورا كيرفس باربارا كوتيليسوفا          | فالنتينا كونفالونيري ديانا رادانوفيتش    | ميرينا تونا نينا ستادلر جوليا كيملمان فيديريكا أرسيدياكونو                 |
| 12 أكتوبر | شيمكنت، كازاخستان ملعب ترابي $10،000 قرعة المباريات الفردية والزوجية                             | كاميلا كيريمباييفا 6–2، 6–2                              | إيكاترين جورجودزي                        | جوليت ستوير بولينا نوفيكوفا              | داريا لوديكوفا أدريانا سوسنوفسكي أرينا فولتز صوفيا كفاتسابايا              |
| 12 أكتوبر | شيمكنت، كازاخستان ملعب ترابي $10،000 قرعة المباريات الفردية والزوجية                             | إيكاترين جورجودزي صوفيا كفاتسابايا 7–5، 6–2              | كاميلا كيريمباييفا مارغريتا لازاريفا     | جوليت ستوير بولينا نوفيكوفا              | داريا لوديكوفا أدريانا سوسنوفسكي أرينا فولتز صوفيا كفاتسابايا              |
| 12 أكتوبر | مليلية، إسبانيا ملعب صلب $10،000 قرعة المباريات الفردية والزوجية                                 | إستريلا كابيزا كانديلا 6–3، 6–4                          | ماريا خوسيه لوكي مورينو                  | غابرييلا تايلور نويليا بوزو زانوتي       | شارلوت رومر ماريا غوتيريز كارسكو أناستاسيا ياكيموفا ألكسندرا كوراشفيلي     |
| 12 أكتوبر | مليلية، إسبانيا ملعب صلب $10،000 قرعة المباريات الفردية والزوجية                                 | إستريلا كابيزا كانديلا ألكسندرا كوراشفيلي 6–3، 6–1       | إيريني بورييو إسكوريهويلا إيزابيل والاس  | غابرييلا تايلور نويليا بوزو زانوتي       | شارلوت رومر ماريا غوتيريز كارسكو أناستاسيا ياكيموفا ألكسندرا كوراشفيلي     |
| 12 أكتوبر | بورتي القنطاوي، تونس ملعب صلب $10،000 قرعة المباريات الفردية والزوجية                            | فاليريا ستراخوفا 6–2، 6–3                                | جيسيكا بونشيه                            | كارولين روميو شيراز بشري                 | ميرابيل نجوزي يلينا سيميتش صوفي أوين كيرا شروف                             |
| 12 أكتوبر | بورتي القنطاوي، تونس ملعب صلب $10،000 قرعة المباريات الفردية والزوجية                            | يلينا سيميتش فاليريا ستراخوفا 6–3، 6–4                   | صوفي أوين كيرا شروف                      | كارولين روميو شيراز بشري                 | ميرابيل نجوزي يلينا سيميتش صوفي أوين كيرا شروف                             |
| 12 أكتوبر | أنطاليا، تركيا ملعب صلب $10،000 قرعة المباريات الفردية والزوجية                                  | غريت مينين 6–3، 3–0، انسحاب                              | دايانا نيجرينو                           | كريستينا سانشيز كينتانار ميليس سيزر      | لويزا ماري هوبر نيكوليتا داسكالو ريبيكا ستولمار آنا بوندار                 |
| 12 أكتوبر | أنطاليا، تركيا ملعب صلب $10،000 قرعة المباريات الفردية والزوجية                                  | آنا بوندار ريبيكا ستولمار 6–1، 2–6، [10–5]               | دايانا نيجرينو كريستينا سانشيز كينتانار  | كريستينا سانشيز كينتانار ميليس سيزر      | لويزا ماري هوبر نيكوليتا داسكالو ريبيكا ستولمار آنا بوندار                 |
| 19 أكتوبر | تشالنجر بنك ناشونال دي ساغينيه ساغينيه، كندا ملعب صلب (داخلي) $50٬000 فردي – زوجي                | يوفانا ياكشيتش 6–3، 7–6(5–7)، 6–1                        | أمرا ساديكوفيتش                          | ماريا سانشيز ناديا جيلكريست              | كارول تشاو شارلوت روبيلارد-ميلت أشلي وينهولد سامانثا كراوفورد              |
| 19 أكتوبر | تشالنجر بنك ناشونال دي ساغينيه ساغينيه، كندا ملعب صلب (داخلي) $50٬000 فردي – زوجي                | ميهايلا بوزارنيسكو جوستينا ججيولكا 7–6(8–6)، 4–6، [10–7] | شارون فيشمان ماريا سانشيز                | ماريا سانشيز ناديا جيلكريست              | كارول تشاو شارلوت روبيلارد-ميلت أشلي وينهولد سامانثا كراوفورد              |
| 19 أكتوبر | سوزهو ليديز أوبن سوجو (مدينة)، الصين ملعب صلب $50٬000 فردي – زوجي                                | تشانغ كيلين 1–6، 6–3، 6–4                                | دوان ينغينغ                              | كريستينا كوكوفا وانغ يافان               | يوليا بوتنتسيفا هيروكو كواتا إيكاترينا بيشكوفا تشانغ يوكسوان               |
| 19 أكتوبر | سوزهو ليديز أوبن سوجو (مدينة)، الصين ملعب صلب $50٬000 فردي – زوجي                                | يانغ زاوكسوان تشانغ يوكسوان 7–6(7–4)، 6–2                | تيان ران تشانغ كيلين                     | كريستينا كوكوفا وانغ يافان               | يوليا بوتنتسيفا هيروكو كواتا إيكاترينا بيشكوفا تشانغ يوكسوان               |
| 19 أكتوبر | أوبن إنجي دي تورين جويه-لي-تور، فرنسا ملعب صلب (داخلي) $50٬000 فردي – زوجي                       | أولغا فريدمن 6–2، 3–6، 6–1                               | كريستينا بليسكوفا                        | بولين بارمنتييه ستيفاني فريتز            | صوفيا شاباتافا إيرينا رامياليسون باشاك إرايدن برناردا بيرا                 |
| 19 أكتوبر | أوبن إنجي دي تورين جويه-لي-تور، فرنسا ملعب صلب (داخلي) $50٬000 فردي – زوجي                       | الكسندرا كادانتسو كريستينا دينو 7–5، 6–3                 | فيكتوريا غولوبيتش أليس ماتيوكسي          | بولين بارمنتييه ستيفاني فريتز            | صوفيا شاباتافا إيرينا رامياليسون باشاك إرايدن برناردا بيرا                 |
| 19 أكتوبر | بريزبان، أستراليا ملعب صلب $25،000 قرعة المباريات الفردية والزوجية                               | بريسيلا هون 6–4، 6–3                                     | كيمبرلي بيريل                            | آسيا محمد أليسون باي                     | إري هوزمي يوكي تشيانغ نوبون ليرتشيواكارن أبيغيل تير-أبيسا                  |
| 19 أكتوبر | بريزبان، أستراليا ملعب صلب $25،000 قرعة المباريات الفردية والزوجية                               | لورين إمبري آسيا محمد 6–2، 4–6، [11–9]                   | نوبون ليرتشيواكارن فاراتشايا وونجتينتشاي | آسيا محمد أليسون باي                     | إري هوزمي يوكي تشيانغ نوبون ليرتشيواكارن أبيغيل تير-أبيسا                  |
| 19 أكتوبر | بوكارامانغا، كولومبيا ملعب ترابي $25،000+H قرعة المباريات الفردية والزوجية                       | دانييلا سيغيل 6–7(0–7)، 6–3، 6–4                         | مونتسيرات غونزاليس                       | باربارا هاس ماريا فرناندا ألفاريز تيران  | آنا صوفيا سانشيز ألكساندرينا نايدينوفا أوسوي مايتان أركونادا لورين ألبانيز |
| 19 أكتوبر | بوكارامانغا، كولومبيا ملعب ترابي $25،000+H قرعة المباريات الفردية والزوجية                       | ألكساندرينا نايدينوفا دانييلا سيغيل 6–2، 7–6(7–3)        | مونتسيرات غونزاليس فرانشيسكا سيجاريلي    | باربارا هاس ماريا فرناندا ألفاريز تيران  | آنا صوفيا سانشيز ألكساندرينا نايدينوفا أوسوي مايتان أركونادا لورين ألبانيز |
| 19 أكتوبر | هاماماتسو، اليابان عشب $25،000 قرعة المباريات الفردية والزوجية                                   | شاكو أوياما 6–2، 6–1                                     | ميو كاتو                                 | اياكا أوكونو كاتارزينا كاوا              | ريكو ساواياناجي مانا أيُكاوا توري كينارد يوكا هيغوتشي                       |
| 19 أكتوبر | هاماماتسو، اليابان عشب $25،000 قرعة المباريات الفردية والزوجية                                   | مانا أيُكاوا ماكوتو نينوميا 0–6، 6–3، [10–4]              | كاناي هيسامي كوتومي تاكاهاتا             | اياكا أوكونو كاتارزينا كاوا              | ريكو ساواياناجي مانا أيُكاوا توري كينارد يوكا هيغوتشي                       |
| 19 أكتوبر | فلورنس، الولايات المتحدة ملعب صلب $25،000 قرعة المباريات الفردية والزوجية                        | غريس مين 6–2، 4–6، 7–6(7–2)                              | باولا كريستينا غونسالفيس                 | فلورنسيا مولينيرو روبن أندرسون           | صوفيا كوفاليتس كايتلين مكارثي إليكسان ليشيميا صوفيا كينين                  |
| 19 أكتوبر | فلورنس، الولايات المتحدة ملعب صلب $25،000 قرعة المباريات الفردية والزوجية                        | إيما بورجيك بوكو كيري وونغ 7–6(8–6)، 6–1                 | ديانا مارسنكفيتشا كيارا شول              | فلورنسيا مولينيرو روبن أندرسون           | صوفيا كوفاليتس كايتلين مكارثي إليكسان ليشيميا صوفيا كينين                  |
| 19 أكتوبر | بانكوك، تايلاند ملعب صلب $15،000 قرعة المباريات الفردية والزوجية                                 | لو جياجينغ 7–6(7–3)، 5–7، 6–3                            | كامونوان بوايام                          | نودنيدا لوانجنام نونجنادا واناسوك        | بينجتارن بليبويتش كايسا رينالدو بيرسون تاماشان مومكونثود كارولينا موتشوفا  |
| 19 أكتوبر | بانكوك، تايلاند ملعب صلب $15،000 قرعة المباريات الفردية والزوجية                                 | نودنيدا لوانجنام بينجتارن بليبويتش 6–2، 6–3              | إيما لين فاليريا ستراخوفا                | نودنيدا لوانجنام نونجنادا واناسوك        | بينجتارن بليبويتش كايسا رينالدو بيرسون تاماشان مومكونثود كارولينا موتشوفا  |
| 19 أكتوبر | سانتا كروز، بوليفيا ملعب ترابي $10،000 قرعة المباريات الفردية والزوجية                           | فرناندا بريتو 6–2، 6–4                                   | ميلينا فيريرو                            | مارتينا كابورو تابوردا صوفيا لويني       | فرانشيسكا ريسكالداني كارلا لوسيرو ناتاليا روسي أورنيلا جارافاني            |
| 19 أكتوبر | سانتا كروز، بوليفيا ملعب ترابي $10،000 قرعة المباريات الفردية والزوجية                           | ميلينا فيريرو كارلا لوسيرو 6–2، 6–3                      | فرانشيسكا ريسكالداني ناتاليا روسي        | مارتينا كابورو تابوردا صوفيا لويني       | فرانشيسكا ريسكالداني كارلا لوسيرو ناتاليا روسي أورنيلا جارافاني            |
| 19 أكتوبر | شرم الشيخ، مصر ملعب صلب $10،000 قرعة المباريات الفردية والزوجية                                  | جيني كلافاي 6–3، 7–6(7–4)                                | كارولا بيجينارو                          | فريا كريستي آنا مورجينا                  | هسو تشيه يو آنا بيانكا ميهايلا ليزا ويبورن أناستاسيا بريبيلوفا             |
| 19 أكتوبر | شرم الشيخ، مصر ملعب صلب $10،000 قرعة المباريات الفردية والزوجية                                  | إيميلي آربوثنوت ليزا ويبورن 6–2، 6–4                     | هسو تشيه يو آنا مورجينا                  | فريا كريستي آنا مورجينا                  | هسو تشيه يو آنا بيانكا ميهايلا ليزا ويبورن أناستاسيا بريبيلوفا             |
| 19 أكتوبر | هيراكليون، اليونان ملعب صلب $10،000 قرعة المباريات الفردية والزوجية                              | فالنتيني جراماتيكوبولو 3–6، 6–3، 6–3                     | بيمرا أوزجن                              | ميلانا سبريمو جولي جيرفي                 | جوليا واشاتشيك جوليا ستامـاتوفا كيلي فيرستيغ يانيكي ويكـيرينك              |
| 19 أكتوبر | هيراكليون، اليونان ملعب صلب $10،000 قرعة المباريات الفردية والزوجية                              | فيرونيكا كابشاي جوليا واشاتشيك 6–2، 6–4                  | إستيل كاسينو ماريا مارتينيز مارتينيز     | ميلانا سبريمو جولي جيرفي                 | جوليا واشاتشيك جوليا ستامـاتوفا كيلي فيرستيغ يانيكي ويكـيرينك              |
| 19 أكتوبر | لكهنؤ، الهند عشب $10،000 قرعة المباريات الفردية والزوجية                                         | بريرنا بهامبري 6–4، 6–1                                  | ريشيكا سانكارا                           | دروثي تاتاشار فينوغوبال برارتانا ثومباري | شارمادا بالو شيه هسين-يوان ريا باتيا سنيهدي ريدي                           |
| 19 أكتوبر | لكهنؤ، الهند عشب $10،000 قرعة المباريات الفردية والزوجية                                         | بريرنا بهامبري برارتانا ثومباري 6–3، 4–6، [10–7]         | شارمادا بالو نيدهي تشيلومولا             | دروثي تاتاشار فينوغوبال برارتانا ثومباري | شارمادا بالو شيه هسين-يوان ريا باتيا سنيهدي ريدي                           |
| 19 أكتوبر | رامات هاشارون، إسرائيل ملعب صلب $10،000 قرعة المباريات الفردية والزوجية                          | مارتا بايجينا 6–4، 6–4                                   | دينيز خازانيوك                           | أماندين كازو كورينا دينتوني              | شيلي كروليتسكي مايا تهان أولغا دوروشينا هيلين شولسن                        |
| 19 أكتوبر | رامات هاشارون، إسرائيل ملعب صلب $10،000 قرعة المباريات الفردية والزوجية                          | كورينا دينتوني دينيز خازانيوك 6–2، 6–0                   | شون لودزكي إستر ماسوري                   | أماندين كازو كورينا دينتوني              | شيلي كروليتسكي مايا تهان أولغا دوروشينا هيلين شولسن                        |
| 19 أكتوبر | بولا، إيطاليا ملعب ترابي $10،000 قرعة المباريات الفردية والزوجية                                 | جيسيكا بييري 6–4، 1–6، 7–5                               | نينا ستادلر                              | جويا باربييري كاميلا سكالا               | أريادنا مارتي رييمباو ماري تيمين ماريا ماسيني كريستيانا فيراندو            |
| 19 أكتوبر | بولا، إيطاليا ملعب ترابي $10،000 قرعة المباريات الفردية والزوجية                                 | جوزفين بواليم أريادنا مارتي رييمباو 7–5، 7–6(7–5)        | ديليتا أليساندريلي فيديريكا بيلاردو      | جويا باربييري كاميلا سكالا               | أريادنا مارتي رييمباو ماري تيمين ماريا ماسيني كريستيانا فيراندو            |
| 19 أكتوبر | ميناء القنطاوي، تونس ملعب صلب $10،000 قرعة المباريات الفردية والزوجية                            | ماجالي كيمبن 5–7، 6–3، 6–2                               | كاثينكا فون ديكمان                       | أنستاسيا شليبتسوفا صوفي أوين             | شيراز بشري ميرابيل نجوز يلينا سيميتش أمينات كوشكوفا                        |
| 19 أكتوبر | ميناء القنطاوي، تونس ملعب صلب $10،000 قرعة المباريات الفردية والزوجية                            | ماجالي كيمبن يانا سيزيكوفا 7–6(7–0)، 6–4                 | باتريتشيا بولانسكا آنا سلوفاكوفا         | أنستاسيا شليبتسوفا صوفي أوين             | شيراز بشري ميرابيل نجوز يلينا سيميتش أمينات كوشكوفا                        |
| 19 أكتوبر | أنطاليا، تركيا ملعب صلب $10،000 قرعة المباريات الفردية والزوجية                                  | آنا بوندور 3–6، 6–2، 6–1                                 | غريت مينين                               | إلينا روس بيانكا توراتي                  | لي بي تشي فاسيليسا أبوناسينكو ألونا فومينا دايانا نيجريانو                 |
| 19 أكتوبر | أنطاليا، تركيا ملعب صلب $10،000 قرعة المباريات الفردية والزوجية                                  | آنا كلاسن شارلوت كلاسن 6–4، 6–4                          | آنا بوندور ريبيكا ستولمار                | إلينا روس بيانكا توراتي                  | لي بي تشي فاسيليسا أبوناسينكو ألونا فومينا دايانا نيجريانو                 |
| 26 أكتوبر | Nanjing Ladies Open نانجينغ، الصين ملعب صلب $100٬000 Singles – Doubles                           | هيش سو وي 7–6(5–7)، 2–6، 2–6                             | يوليا بوتنتسيفا                          | تشانغ كيلين Xu Shilin                    | Tian Ran لو جينغجينغ كريستينا كوكوفا هان زينيون                            |
| 26 أكتوبر | Nanjing Ladies Open نانجينغ، الصين ملعب صلب $100٬000 Singles – Doubles                           | شاكو أوياما إري هوزمي 7–5، 6–7(9–7)، [7–10]              | تشان تشين وي تشانغ كيلين                 | تشانغ كيلين Xu Shilin                    | Tian Ran لو جينغجينغ كريستينا كوكوفا هان زينيون                            |
| 26 أكتوبر | Internationaux Féminins de la Vienne بواتييه، فرنسا ملعب صلب (indoor) $100٬000 Singles – Doubles | مونيكا نيكوليسكو 7–5، 2–6                                | بولين بارمنتييه                          | Kateryna Kozlova تاميرا باسيك            | كيكي بيرتينس كارينا ويثوفت ستيفاني فوجيلي دونا فيكك                        |
| 26 أكتوبر | Internationaux Féminins de la Vienne بواتييه، فرنسا ملعب صلب (indoor) $100٬000 Singles – Doubles | أندريا ميتو مونيكا نيكوليسكو 6–7(7–5)، 6–7(2–7)، [8–10]  | ستيفاني فريتز أماندين هيس                | Kateryna Kozlova تاميرا باسيك            | كيكي بيرتينس كارينا ويثوفت ستيفاني فوجيلي دونا فيكك                        |
| 26 أكتوبر | Tevlin Women's Challenger تورونتو، كندا ملعب صلب (indoor) $50٬000 Singles – Doubles              | تاتيانا ماريا 3–6، 2–6                                   | Jovana Jakšić                            | كارول تشاو أمرا ساديكوفيتش               | ماريا سانشيز هايدي الطباخ كريستي آهن ميكايلا كرايتشيك                      |
| 26 أكتوبر | Tevlin Women's Challenger تورونتو، كندا ملعب صلب (indoor) $50٬000 Singles – Doubles              | شارون فيشمان ماريا سانشيز 6–2، 6–7(6–8)، [10–6]          | كريستي آهن فاني ستولار                   | كارول تشاو أمرا ساديكوفيتش               | ماريا سانشيز هايدي الطباخ كريستي آهن ميكايلا كرايتشيك                      |
| 26 أكتوبر | USTA Tennis Classic of Macon ماكون، الولايات المتحدة ملعب صلب $50،000 Singles – Doubles          | ريبيكا بيترسون 6–3، 4–6، 6–1                             | آنا تاتيشفيلي                            | جوليا بوسوروب ليزلي كيرخوف               | جوليا غلوشكو نيكول غيبس جينيفر برادي تشالا بويوكاكاتشاي                    |
| 26 أكتوبر | USTA Tennis Classic of Macon ماكون، الولايات المتحدة ملعب صلب $50،000 Singles – Doubles          | يان أبازا فيكتوريا غولوبيتش 7–6(7–3)، 7–5                | باولا كريستينا غونسالفيس ساناز ماراند    | جوليا بوسوروب ليزلي كيرخوف               | جوليا غلوشكو نيكول غيبس جينيفر برادي تشالا بويوكاكاتشاي                    |
| 26 أكتوبر | إسطنبول، تركيا ملعب صلب (داخلي) $25،000 قرعة المباريات الفردية والزوجية                          | إيفانا جوروفيتش 6–3، 7–5                                 | يانا فيت                                 | بيمرا أوزجن باشاك إرايدن                 | كريستينا دينو بولينا ليكينا إيرينا خروماتشيفا يوليا بيجيلزيمير             |
| 26 أكتوبر | إسطنبول، تركيا ملعب صلب (داخلي) $25،000 قرعة المباريات الفردية والزوجية                          | باشاك إرايدن بولينا ليكينا 7–5، 6–7(2–7)، [10–5]         | كريستينا دينو يانا فيت                   | بيمرا أوزجن باشاك إرايدن                 | كريستينا دينو بولينا ليكينا إيرينا خروماتشيفا يوليا بيجيلزيمير             |
| 26 أكتوبر | بانكوك، تايلاند ملعب صلب $15،000 قرعة المباريات الفردية والزوجية                                 | هيروكو كواتا 7–5، 6–4                                    | فاليريا ستراكوفا                         | بينجتارن بليبويتش لو جياجينغ             | كامونوان بوايام كاتي سوان ناومي توتكا كيم دابين                            |
| 26 أكتوبر | بانكوك، تايلاند ملعب صلب $15،000 قرعة المباريات الفردية والزوجية                                 | أياكا أوكونو فاليريا ستراكوفا 6–2، 7–6(7–2)              | تشومبوتيب جاندكايتي بينجتارن بليبويتش    | بينجتارن بليبويتش لو جياجينغ             | كامونوان بوايام كاتي سوان ناومي توتكا كيم دابين                            |
| 26 أكتوبر | شرم الشيخ، مصر ملعب صلب $10،000 قرعة المباريات الفردية والزوجية                                  | إميلي أربوثنوت 3–6، 6–1، 7–6(7–3)                        | ليزا ويبورن                              | إلينا-تيودورا كادار جازماي درو           | تريزا ميهاليكوفا آنا مورجينا فاليريا بوغريبنياك كاميلا كيريمبايفا          |
| 26 أكتوبر | شرم الشيخ، مصر ملعب صلب $10،000 قرعة المباريات الفردية والزوجية                                  | إميلي أربوثنوت ليزا ويبورن 6–3، 6–0                      | فيكي جيرينكس تريزا ميهاليكوفا            | إلينا-تيودورا كادار جازماي درو           | تريزا ميهاليكوفا آنا مورجينا فاليريا بوغريبنياك كاميلا كيريمبايفا          |
| 26 أكتوبر | إسمانينغ، ألمانيا Carpet (indoor) $10،000 قرعة المباريات الفردية والزوجية                        | لورا-إيونا أندري 6–2، 6–2                                | أدريان ليكاج                             | سارة ريبيكا سيكولك آنا زيا               | ماركيتا فوندروسوفا بيترا روهانوفا جيل نورا إنجلمان ريبانا روث              |
| 26 أكتوبر | إسمانينغ، ألمانيا Carpet (indoor) $10،000 قرعة المباريات الفردية والزوجية                        | لينا روفر آنا زيا 5–7، 7–6(7–3)، [10–3]                  | مايكيلا بويف هريستينا ديشكوفا            | سارة ريبيكا سيكولك آنا زيا               | ماركيتا فوندروسوفا بيترا روهانوفا جيل نورا إنجلمان ريبانا روث              |
| 26 أكتوبر | هيراكليون، اليونان ملعب صلب $10،000 قرعة المباريات الفردية والزوجية                              | فالنتيني جراماتيكوبولو 7–5، 6–1                          | جوليا ستاماتوفا                          | جوليا فاتشاتسيك أمينا أنشباء             | دانييلا سيوبانو إيليني كريستوفي فلادا إكشيباروفا سارة جاكاريفيتش           |
| 26 أكتوبر | هيراكليون، اليونان ملعب صلب $10،000 قرعة المباريات الفردية والزوجية                              | إيليني كريستوفي فيليس فانيبورغ 6–3، 6–3                  | فالنتيني جراماتيكوبولو جاننيك ويككيريك   | جوليا فاتشاتسيك أمينا أنشباء             | دانييلا سيوبانو إيليني كريستوفي فلادا إكشيباروفا سارة جاكاريفيتش           |
| 26 أكتوبر | رايبور، الهند ملعب صلب $10٬000 قرعة المباريات الفردية والزوجية                                   | ريشيكا سانكارا 7–5، 3–6، 6–2                             | ناتاشا بالها                             | إيتي ماهيتا برارثانا ثومباري             | سري بيدي ريدي شيه هسين-يوان شارمادا بالو بررنا بهامبري                     |
| 26 أكتوبر | رايبور، الهند ملعب صلب $10٬000 قرعة المباريات الفردية والزوجية                                   | شارمادا بالو برارثانا ثومباري 6–3، 6–7(4–7)، [10–8]      | بررنا بهامبري ريشيكا سانكارا             | إيتي ماهيتا برارثانا ثومباري             | سري بيدي ريدي شيه هسين-يوان شارمادا بالو بررنا بهامبري                     |
| 26 أكتوبر | بولا، إيطاليا ملعب ترابي $10٬000 قرعة المباريات الفردية والزوجية                                 | كورينا دينتوني 2–6، 1–6                                  | جوليا كيميلمان                           | بياتريس توريللي جورجيا بريشيا            | جويا باربييري جوزفين بواليم فيرونيكا فلكوفسكا كاميلا سكالا                 |
| 26 أكتوبر | بولا، إيطاليا ملعب ترابي $10٬000 قرعة المباريات الفردية والزوجية                                 | فيديريكا بيلاردو أوليسيا بيرفوشينا 3–6، 4–6              | نيكولا دولاكوفا باربرا كوتيليسوفا        | بياتريس توريللي جورجيا بريشيا            | جويا باربييري جوزفين بواليم فيرونيكا فلكوفسكا كاميلا سكالا                 |
| 26 أكتوبر | ستوكهولم، السويد ملعب صلب (indoor) $10،000 قرعة المباريات الفردية والزوجية                       | إميلي فرانكاتي 4–6، 6–3، 6–7(4–7)                        | ميلاني ستوك                              | كيلي فيرشتايج بريسيلا هايس               | أولغا بروزدا كورنيليا ليستر فاليريا غورلاتس تيس سوجنو                      |
| 26 أكتوبر | ستوكهولم، السويد ملعب صلب (indoor) $10،000 قرعة المباريات الفردية والزوجية                       | كورنيليا ليستر هيلدا ميلاندر 4–6، 3–6                    | كسينيا جاياردزي أنيت مونوزوفا            | كيلي فيرشتايج بريسيلا هايس               | أولغا بروزدا كورنيليا ليستر فاليريا غورلاتس تيس سوجنو                      |
| 26 أكتوبر | بورت القنطاوي، تونس ملعب صلب $10،000 قرعة المباريات الفردية والزوجية                             | كاثينكا فون ديكمان 7–5، 5–7، 2–6                         | يانا سيزيكوفا                            | كيرا شروف آنا سلوفاكوفا                  | كاساندرا دافيني ماجالي كيمبين ساندرا جامريخوفا ميرابيل نجوزي               |
| 26 أكتوبر | بورت القنطاوي، تونس ملعب صلب $10،000 قرعة المباريات الفردية والزوجية                             | دايانا نيجرينو كيرا شروف 2–6، 4–6                        | ماثيلدا مالوم ميرابيل نجوزي              | كيرا شروف آنا سلوفاكوفا                  | كاساندرا دافيني ماجالي كيمبين ساندرا جامريخوفا ميرابيل نجوزي               |

### نوفمبر
| الأسبوع   | البطولة | الفائزات                                                    | الوصيفات                                    | المتأهلات لنصف النهائي               | المتأهلات لربع النهائي                                                           |
| --------- | --- | ----------------------------------------------------------- | ------------------------------------------- | ------------------------------------ | -------------------------------------------------------------------------------- |
| 2 نوفمبر  | كانبرا تنس الدولية كانبرا، أستراليا ملعب صلب 50،000 دولار فردي – زوجي                                                              | آسيا محمد 6–4، 6–3                                          | إري هوزمي                                   | كيمبرلي بيريل ميسا إجوشي             | Jessica Wacnik جنيفر إيلي لورين إمبري أرينا روديونوفا                            |
| 2 نوفمبر  | كانبرا تنس الدولية كانبرا، أستراليا ملعب صلب 50،000 دولار فردي – زوجي                                                              | ميسا إجوشي إري هوزمي 7–6(15–13)، 1–6، [14–12]               | لورين إمبري آسيا محمد                       | كيمبرلي بيريل ميسا إجوشي             | Jessica Wacnik جنيفر إيلي لورين إمبري أرينا روديونوفا                            |
| 2 نوفمبر  | إنجي أوبن نانت أتلانتيك نانت، فرنسا ملعب صلب (داخلي) 50،000 دولار فردي – زوجي                                                      | ماتيلد يوهانسون 6–3، 6–4                                    | أندريا ميتو                                 | لويزا تشيريكو كاترينا سينياكوفا      | آنا لينا فريدسام تاميرا باسيك أنهيلينا كالينينا زينيا كنول                       |
| 2 نوفمبر  | إنجي أوبن نانت أتلانتيك نانت، فرنسا ملعب صلب (داخلي) 50،000 دولار فردي – زوجي                                                      | Lenka Kunčíková Karolína Stuchlá 6–4، 6–2                   | كاترينا سينياكوفا ريناتا فوراكوفا           | لويزا تشيريكو كاترينا سينياكوفا      | آنا لينا فريدسام تاميرا باسيك أنهيلينا كالينينا زينيا كنول                       |
| 2 نوفمبر  | واكو شو داون واكو، الولايات المتحدة ملعب صلب 50،000 دولار فردي – زوجي                                                              | فيكتوريا غولوبيتش 2–6، 1–6                                  | نيكول غيبس                                  | فيرونيكا سبيد رويج جوليا غلوشكو      | آنا تاتيشفيلي ريبيكا بيترسون كريستي آهن نايومي برودي                             |
| 2 نوفمبر  | واكو شو داون واكو، الولايات المتحدة ملعب صلب 50،000 دولار فردي – زوجي                                                              | نيكول غيبس فانيا كينغ 4–6، 4–6                              | جوليا غلوشكو ريبيكا بيترسون                 | فيرونيكا سبيد رويج جوليا غلوشكو      | آنا تاتيشفيلي ريبيكا بيترسون كريستي آهن نايومي برودي                             |
| 2 نوفمبر  | الدار البيضاء، المغرب ملعب ترابي 25٬000 دولار قرعة المباريات الفردية والزوجية                                                      | ميلاني كلافنير 6–2، 6–7(7–9)، 1–2، انسحاب.                  | إيرينا خروماتشيفا                           | ديا هردجلاش لورا بوس تيو             | ماريا سكاري شيرازاد ريكس جوليا جاتو مونتيكوني تمارا زيدانسيك                     |
| 2 نوفمبر  | الدار البيضاء، المغرب ملعب ترابي 25٬000 دولار قرعة المباريات الفردية والزوجية                                                      | أولغا باريس أزكويتا كاميلا روزاتيلو 2–6، 4–6                | أليس باكي إينيس مورتا                       | ديا هردجلاش لورا بوس تيو             | ماريا سكاري شيرازاد ريكس جوليا جاتو مونتيكوني تمارا زيدانسيك                     |
| 2 نوفمبر  | Aegon Pro-Series Loughborough لوفبرا، المملكة المتحدة ملعب صلب (داخلي) 15٬000 دولار قرعة المباريات الفردية والزوجية                | يانا فيت 2–6، 1–6                                           | كريستيانا فيراندو                           | تارا مور كوني بيرين                  | جويا باربييري ميا نيكول إكلاند كاترينا فانكوفا فريا كريستي                       |
| 2 نوفمبر  | Aegon Pro-Series Loughborough لوفبرا، المملكة المتحدة ملعب صلب (داخلي) 15٬000 دولار قرعة المباريات الفردية والزوجية                | فريا كريستي ليزا ويبورن 6–1، 6–2                            | ستيفي كاروثرز سباستياني ليون                | تارا مور كوني بيرين                  | جويا باربييري ميا نيكول إكلاند كاترينا فانكوفا فريا كريستي                       |
| 2 نوفمبر  | شرم الشيخ، مصر ملعب صلب $10،000 قرعة المباريات الفردية والزوجية                                                                    | أناستاسيا بريبيلوفا 6–2، 7–6(7–5)                           | كاميلا كيريمباييفا                          | هسو تشيه يو آنا بريبيلوفا            | آنا فيسيلينوفيتش ناتاشا بالها مارتينا برادوفا فيفيان وولف                        |
| 2 نوفمبر  | شرم الشيخ، مصر ملعب صلب $10،000 قرعة المباريات الفردية والزوجية                                                                    | هسو تشيه يو مارتينا برادوفا 6–2، 6–4                        | فيكي جورينكس ميليسا إيفيدزين                | هسو تشيه يو آنا بريبيلوفا            | آنا فيسيلينوفيتش ناتاشا بالها مارتينا برادوفا فيفيان وولف                        |
| 2 نوفمبر  | هيراكليون، اليونان ملعب صلب $10،000 قرعة المباريات الفردية والزوجية                                                                | فيكتوريا توموفا 6–3، 6–2                                    | مارجو ييروليموس                             | فلادا إكشيباروفا سارا كاكاريفيتش     | كارولين روميو مايا لومسدن أندريا غيتسكو تشيلا أرجيلان                            |
| 2 نوفمبر  | هيراكليون، اليونان ملعب صلب $10،000 قرعة المباريات الفردية والزوجية                                                                | إليني كريستوفي فلادا إكشيباروفا 4–6، 6–3، [10–1]            | كارين كينيل فيكتوريا توموفا                 | فلادا إكشيباروفا سارا كاكاريفيتش     | كارولين روميو مايا لومسدن أندريا غيتسكو تشيلا أرجيلان                            |
| 2 نوفمبر  | بولا، إيطاليا ملعب ترابي $10،000 قرعة المباريات الفردية والزوجية                                                                   | أوليسيا بيرفوشينا 2–6، 7–5، 6–1                             | أناستازيا جريمالسكا                         | كورينا دينتوني بياتريس توريللي       | فديريكا بيلاردو كيم فونتانا مارتينا دي جوزيبي ميريانا تونا                       |
| 2 نوفمبر  | بولا، إيطاليا ملعب ترابي $10،000 قرعة المباريات الفردية والزوجية                                                                   | مارتينا دي جوزيبي أناستازيا جريمالسكا 6–2، 6–4              | فديريكا بيلاردو أوليسيا بيرفوشينا           | كورينا دينتوني بياتريس توريللي       | فديريكا بيلاردو كيم فونتانا مارتينا دي جوزيبي ميريانا تونا                       |
| 2 نوفمبر  | أوسلو، النرويج ملعب صلب (indoor) $10،000 قرعة المباريات الفردية والزوجية                                                           | إيما فلود 6–2، 6–4                                          | ميلاني ستوك                                 | فاليريا أورزوموفا ألريكك إيكري       | أندريا راهولت إميلي فرانكاتي ماليني هيلغو شارلوتا تشيسنيكوفا                     |
| 2 نوفمبر  | أوسلو، النرويج ملعب صلب (indoor) $10،000 قرعة المباريات الفردية والزوجية                                                           | كيم جراجديك إيكاترينا ياشينا 6–2، 6–3                       | أستريد برون أولسن ماليني هيلغو              | فاليريا أورزوموفا ألريكك إيكري       | أندريا راهولت إميلي فرانكاتي ماليني هيلغو شارلوتا تشيسنيكوفا                     |
| 2 نوفمبر  | ستيلينبوش، جنوب أفريقيا ملعب صلب $10،000 قرعة المباريات الفردية والزوجية                                                           | ليسي دي شيا جاكوبس 7–6(7–3)، 5–7، 6–1                       | لويزا ماري هوبر                             | مادري لو رو أميلي إنترت              | نعومي توتكا غابرييلا تايلور جايدا دانيال وانغ داني                               |
| 2 نوفمبر  | ستيلينبوش، جنوب أفريقيا ملعب صلب $10،000 قرعة المباريات الفردية والزوجية                                                           | مادري لو رو إيريكا فوغيلسانغ 7–6(8–6)، 6–2                  | فاليريا بونو ليسي دي شيا جاكوبس             | مادري لو رو أميلي إنترت              | نعومي توتكا غابرييلا تايلور جايدا دانيال وانغ داني                               |
| 2 نوفمبر  | بني العروس، إسبانيا ملعب ترابي $10،000 قرعة المباريات الفردية والزوجية                                                             | إستريلا كابيزا كانديلا 6–2، 6–2                             | نويليا بوزو زانوتي                          | أليس سافورتي فاندا لوكاش             | ليا تولي جوزيفين بواليم ألكسندرا كوراشفيلي ماريا مارتينيز مارتينيز               |
| 2 نوفمبر  | بني العروس، إسبانيا ملعب ترابي $10،000 قرعة المباريات الفردية والزوجية                                                             | إستريلا كابيزا كانديلا ألكسندرا كوراشفيلي 6–2، 4–6، [10–5]  | أليسيا هيريرو لينيانا كسينيا شريفا          | أليس سافورتي فاندا لوكاش             | ليا تولي جوزيفين بواليم ألكسندرا كوراشفيلي ماريا مارتينيز مارتينيز               |
| 2 نوفمبر  | ستوكهولم، السويد ملعب صلب (indoor) $10،000 قرعة المباريات الفردية والزوجية                                                         | جولي جيرفيه 6–1، 6–4                                        | أناستاسيا شوشينا                            | آنا زيا تيس سوغنو                    | بريسيلا هايز فاني أوستلوند نورا نيدميرس أولغا بروزدا                             |
| 2 نوفمبر  | ستوكهولم، السويد ملعب صلب (indoor) $10،000 قرعة المباريات الفردية والزوجية                                                         | أولغا بروزدا أناستاسيا شوشينا 6–3، 6–2                      | ديبورا كييزا فاليريا غورلاتس                | آنا زيا تيس سوغنو                    | بريسيلا هايز فاني أوستلوند نورا نيدميرس أولغا بروزدا                             |
| 2 نوفمبر  | ميناء القنطاوي، تونس ملعب صلب $10،000 قرعة المباريات الفردية والزوجية                                                              | فاليريا ستراخوفا 7–6(7–3)، 3–0، انسحب                       | كاثارينا هوبجارسكي                          | ديانا نيجرينو لايتيشيا سارازين       | شيراز بشري آنا سلوفاكوفا ميرابيل نجوز مارجريتا لازاريفا                          |
| 2 نوفمبر  | ميناء القنطاوي، تونس ملعب صلب $10،000 قرعة المباريات الفردية والزوجية                                                              | باتريسيا بولانسكا آنا سلوفاكوفا 6–3، 2–6، [10–8]            | ديانا نيجرينو كيرا شروف                     | ديانا نيجرينو لايتيشيا سارازين       | شيراز بشري آنا سلوفاكوفا ميرابيل نجوز مارجريتا لازاريفا                          |
| 2 نوفمبر  | أنطاليا، تركيا ملعب ترابي $10،000 قرعة المباريات الفردية والزوجية                                                                  | لينا جورشيسكا 6–3، 4–6، 6–0                                 | ألكسندرا بوسبيلوفا                          | صن شو ليو فيفيان يوهاتزوفا           | يانا تيشينكو ليزا ماتفيينكو لي يوينو ألونا فومينا                                |
| 2 نوفمبر  | أنطاليا، تركيا ملعب ترابي $10،000 قرعة المباريات الفردية والزوجية                                                                  | لينا جورشيسكا إيفا بريموراك 6–4، 6–3                        | جولنارا نازاروفا ألكسندرا بوسبيلوفا         | صن شو ليو فيفيان يوهاتزوفا           | يانا تيشينكو ليزا ماتفيينكو لي يوينو ألونا فومينا                                |
| 9 نوفمبر  | تحدي التنس الحبتور دبي، الإمارات العربية المتحدة ملعب صلب $75،000 فردي – زوجي                                                      | تشالا بويوكاكاتشاي 6–7(4–7)، 6–4، 6–4                       | كلارا كوكالوفا                              | ايبك سويلو ألكسندرا بانوفا           | ألكسندرا دولغيرو كريستينا كوكوفا تيريزا مارتينكوفا اليسي ميرتنز                  |
| 9 نوفمبر  | تحدي التنس الحبتور دبي، الإمارات العربية المتحدة ملعب صلب $75،000 فردي – زوجي                                                      | تشالا بويوكاكاتشاي ماريا سكاري 7–6(8–6)، 6–4                | اليسي ميرتنز ايبك سويلو                     | ايبك سويلو ألكسندرا بانوفا           | ألكسندرا دولغيرو كريستينا كوكوفا تيريزا مارتينكوفا اليسي ميرتنز                  |
| 9 نوفمبر  | بطولة بينديغو الدولية للسيدات بنديجو، أستراليا ملعب صلب $50،000 فردي – زوجي                                                        | ميسا إجوشي 7–6(7–5)، 6–3                                    | هيروكو كواتا                                | تامي باترسون آسيا محمد               | إري هوزمي تشانغ يوكسوان أرينا روديونوفا Cindy Burger                             |
| 9 نوفمبر  | بطولة بينديغو الدولية للسيدات بنديجو، أستراليا ملعب صلب $50،000 فردي – زوجي                                                        | لورين إمبري آسيا محمد 7–5، 6–3                              | ناتيلا دزالاميدزه هيروكو كواتا              | تامي باترسون آسيا محمد               | إري هوزمي تشانغ يوكسوان أرينا روديونوفا Cindy Burger                             |
| 9 نوفمبر  | تحدي كوبروايند للمحترفات للسيدات Scottsdale، الولايات المتحدة ملعب صلب $50،000 فردي – زوجي                                         | سامانثا كراوفورد 6–3، 4–6، 6–2                              | فيكتوريا غولوبيتش                           | روبن أندرسون ريبيكا بيترسون          | فيكتوريا رودريغيز فيرونيكا سبيد رويج فانيا كينغ جوليا غلوشكو                     |
| 9 نوفمبر  | تحدي كوبروايند للمحترفات للسيدات Scottsdale، الولايات المتحدة ملعب صلب $50،000 فردي – زوجي                                         | جوليا غلوشكو ريبيكا بيترسون 4–6، 5–7، [6–10]                | فيكتوريا غولوبيتش ستيفاني فوجت              | روبن أندرسون ريبيكا بيترسون          | فيكتوريا رودريغيز فيرونيكا سبيد رويج فانيا كينغ جوليا غلوشكو                     |
| 9 نوفمبر  | مينسك، بيلاروس ملعب صلب (indoor) $25٬000 قرعة المباريات الفردية والزوجية                                                           | إيرينا خروماتشيفا 6–2، 5–7                                  | باشاك إرايدن                                | أرينا سابالينكا فيرا لابكو           | إيرينا ماريا بارا نينا ستويانوفيتش فيرونيكا كوديرميتوفا كاتارزينا كاوا           |
| 9 نوفمبر  | مينسك، بيلاروس ملعب صلب (indoor) $25٬000 قرعة المباريات الفردية والزوجية                                                           | باشاك إرايدن فيرونيكا كوديرميتوفا 3–6، 1–6                  | أناستازيا فرولوفا إيكاترينا ياشينا          | أرينا سابالينكا فيرا لابكو           | إيرينا ماريا بارا نينا ستويانوفيتش فيرونيكا كوديرميتوفا كاتارزينا كاوا           |
| 9 نوفمبر  | إيكوردرفيل، فرنسا ملعب صلب (indoor) $25٬000 قرعة المباريات الفردية والزوجية                                                        | ليسلي كيرخوف 5–7، 3–6                                       | صوفيا شاباتافا                              | إليزافيتا إيانشوك تمارا كورباتش      | ستيفاني فريتز كيني ليسن شيرازاد ريكس ألكساندرا كادانتسو                          |
| 9 نوفمبر  | إيكوردرفيل، فرنسا ملعب صلب (indoor) $25٬000 قرعة المباريات الفردية والزوجية                                                        | ألكساندرا كادانتسو ليسلي كيرخوف 6–3، 6–4                    | إليزافيتا إيانشوك شيرازاد ريكس              | إليزافيتا إيانشوك تمارا كورباتش      | ستيفاني فريتز كيني ليسن شيرازاد ريكس ألكساندرا كادانتسو                          |
| 9 نوفمبر  | سلوفاك أوبن براتيسلافا، سلوفاكيا ملعب صلب (indoor) $25،000 قرعة المباريات الفردية والزوجية                                         | جيسيكا ماليكوفا 4–6، 7–6(7–3)، 6–4                          | أنهيلينا كالينينا                           | ماركيتا فوندروسوفا كارولينا موتشوفا  | ناتاليا فايدوفا كريستينا شيميدلوفا سيلفيا نجيريتش أندريا هلافاتشكوفا             |
| 9 نوفمبر  | سلوفاك أوبن براتيسلافا، سلوفاكيا ملعب صلب (indoor) $25،000 قرعة المباريات الفردية والزوجية                                         | دليلا ياكوبوفيتش آنه شيفر 6–7(5–7)، 6–2، [10–8]             | ميكايلا أونتشوفا شانتال شكاملوفا            | ماركيتا فوندروسوفا كارولينا موتشوفا  | ناتاليا فايدوفا كريستينا شيميدلوفا سيلفيا نجيريتش أندريا هلافاتشكوفا             |
| 9 نوفمبر  | إيجون جي بي برو سيريز باث Bath، المملكة المتحدة ملعب صلب (indoor) $25،000 قرعة المباريات الفردية والزوجية                          | آنا بوغدان 6–3، 4–6، 6–1                                    | آنا فرلجيتش                                 | جويا باربييري جاسمين باوليني         | بيمرا أوزجن فريا كريستي كوني بيرين ماريام بولكفادزي                              |
| 9 نوفمبر  | إيجون جي بي برو سيريز باث Bath، المملكة المتحدة ملعب صلب (indoor) $25،000 قرعة المباريات الفردية والزوجية                          | سارة بيث أسكيو أوليفيا نيكولز 1–6، 6–4، [10–2]              | فريا كريستي ليزا ويبورن                     | جويا باربييري جاسمين باوليني         | بيمرا أوزجن فريا كريستي كوني بيرين ماريام بولكفادزي                              |
| 9 نوفمبر  | شرم الشيخ، مصر ملعب صلب $10،000 قرعة المباريات الفردية والزوجية                                                                    | كاميلا كيريمبايفا 3–6، 6–1، 6–2                             | آنا فيسيلينوفيتش                            | يو إكسياودي إيلينا-تيودورا كادار     | مارتينا برادوفا هيلين شلسن فيكتوريا مونتين آنا بيانكا ميهايلا                    |
| 9 نوفمبر  | شرم الشيخ، مصر ملعب صلب $10،000 قرعة المباريات الفردية والزوجية                                                                    | كاميلا كيريمبايفا آنا فيسيلينوفيتش انسحاب                   | آنا بيانكا ميهايلا هيلين شلسن               | يو إكسياودي إيلينا-تيودورا كادار     | مارتينا برادوفا هيلين شلسن فيكتوريا مونتين آنا بيانكا ميهايلا                    |
| 9 نوفمبر  | هيراكليون، اليونان ملعب صلب $10،000 قرعة المباريات الفردية والزوجية                                                                | فيكتوريا توموفا 3–6، 6–3، 6–3                               | نينا أليباليتش                              | إيليني كريستوفي مايا لامسدن          | أندريا غيتسيتشو كارين كينيل هيلين دي سيزار إيفا زاغوراك                          |
| 9 نوفمبر  | هيراكليون، اليونان ملعب صلب $10،000 قرعة المباريات الفردية والزوجية                                                                | كارين كينيل فيكتوريا توموفا 6–2، 6–4                        | هيلين دي سيزار فلادا إكشيباروفا             | إيليني كريستوفي مايا لامسدن          | أندريا غيتسيتشو كارين كينيل هيلين دي سيزار إيفا زاغوراك                          |
| 9 نوفمبر  | الدار البيضاء، المغرب ملعب ترابي $10،000 قرعة المباريات الفردية والزوجية                                                           | بيا تشوك 6–4، انسحاب                                        | ستيفانيا روبيني                             | أليس باكي ميلاني كلافنير             | آنا مورجينا كريستينا آداميسكو جوليا غرابهير ديانا رادانوفيتش                     |
| 9 نوفمبر  | الدار البيضاء، المغرب ملعب ترابي $10،000 قرعة المباريات الفردية والزوجية                                                           | أولغا باريس أزكويتا كاميللا روساتيليو 6–2، انسحاب           | ميلاني كلافنير آنا مورجينا                  | أليس باكي ميلاني كلافنير             | آنا مورجينا كريستينا آداميسكو جوليا غرابهير ديانا رادانوفيتش                     |
| 9 نوفمبر  | ستيلينبوش، جنوب أفريقيا ملعب صلب $10،000 قرعة المباريات الفردية والزوجية                                                           | فاليريا بهونو 6–4، 6–0                                      | كاتارينا هيرينج                             | لويسا ماري هوبر غابرييلا تايلور      | نعومي توتكا جايدا دانييل مادري لو رو شاو ييجيا                                   |
| 9 نوفمبر  | ستيلينبوش، جنوب أفريقيا ملعب صلب $10،000 قرعة المباريات الفردية والزوجية                                                           | فرانشيسكا ستيفنسون إيريكا فوغلزانغ 6–4، 6–4                 | إيلزي هاتينغ مادري لو رو                    | لويسا ماري هوبر غابرييلا تايلور      | نعومي توتكا جايدا دانييل مادري لو رو شاو ييجيا                                   |
| 9 نوفمبر  | بينايكارلو، إسبانيا ملعب ترابي $10،000 قرعة المباريات الفردية والزوجية                                                             | أماندا كاريراس 6–3، 6–2                                     | ديانا شوموفا                                | جوزفين بواليم أليس سافوريتي          | فاندا لوكاش سيوني مينديز إيوانا لوريدانا روسكا إستيلا بيريز سوماريبا             |
| 9 نوفمبر  | بينايكارلو، إسبانيا ملعب ترابي $10،000 قرعة المباريات الفردية والزوجية                                                             | أماندا كاريراس أليس سافوريتي 6–3، 6–2                       | ألكسندرا كوراشفيلي إيوانا لوريدانا روسكا    | جوزفين بواليم أليس سافوريتي          | فاندا لوكاش سيوني مينديز إيوانا لوريدانا روسكا إستيلا بيريز سوماريبا             |
| 9 نوفمبر  | بورت القنطاوي، تونس ملعب صلب $10،000 قرعة المباريات الفردية والزوجية                                                               | يلينا سيميتش 3–6، 6–1، 6–4                                  | إيما بورجيك بوكو                            | كاثارينا هوبجارسكي آنا كالينسكايا    | أميرة بنايسة ميرابيل نوز شيراز بشري ليزا سابينو                                  |
| 9 نوفمبر  | بورت القنطاوي، تونس ملعب صلب $10،000 قرعة المباريات الفردية والزوجية                                                               | إيما بورجيك بوكو يلينا سيميتش 7–6(7–4)، 6–4                 | ميرابيل نوز ميراندا راميريز                 | كاثارينا هوبجارسكي آنا كالينسكايا    | أميرة بنايسة ميرابيل نوز شيراز بشري ليزا سابينو                                  |
| 9 نوفمبر  | أنطاليا، تركيا ملعب ترابي $10،000 قرعة المباريات الفردية والزوجية                                                                  | أليسا كليبانوفا 6–3، 6–4                                    | لينا جيورشيسكا                              | جيولنارا نازاروفا ماندي واجيماكر     | أناستازيا فدوفينكو ألكسندرا بوسبيلوفا أغنس بوكطا سون شولي                        |
| 9 نوفمبر  | أنطاليا، تركيا ملعب ترابي $10،000 قرعة المباريات الفردية والزوجية                                                                  | لينا جيورشيسكا إيفا بريموراك 6–4، 4–6، [13–11]              | ألونا فومينا كريستينا شاكوفيتس              | جيولنارا نازاروفا ماندي واجيماكر     | أناستازيا فدوفينكو ألكسندرا بوسبيلوفا أغنس بوكطا سون شولي                        |
| 9 نوفمبر  | كاراكاس، فنزويلا ملعب صلب $10،000 قرعة المباريات الفردية والزوجية                                                                  | كاتالينا بيلا 6–2، 6–3                                      | جولييتا استابل                              | لورا بيجوسي أنجيلكا إسيفا            | فيكتوريا بوثيو أندريا ويدون شيلبي تالكوت آنا فيكتوريا جوبّي مونلاو                |
| 9 نوفمبر  | كاراكاس، فنزويلا ملعب صلب $10،000 قرعة المباريات الفردية والزوجية                                                                  | كاتالينا بيلا لورا بيجوسي 5–7، 6–1، [10–4]                  | جاكلين كريستيان أيميت أوزكاتيجوي            | لورا بيجوسي أنجيلكا إسيفا            | فيكتوريا بوثيو أندريا ويدون شيلبي تالكوت آنا فيكتوريا جوبّي مونلاو                |
| 16 نوفمبر | وندو سيكيوريتيز أوبن طوكيو، اليابان ملعب صلب $100،000 فردي – زوجي                                                                  | تشانغ شواي 6–4، 6–1                                         | ناو هيبينو                                  | هيش سو وي كرامي نارا                 | شيهو أكيتا أياكا أوكونو وانغ كيانغ فاراتشايا وونجتينتشاي                         |
| 16 نوفمبر | وندو سيكيوريتيز أوبن طوكيو، اليابان ملعب صلب $100،000 فردي – زوجي                                                                  | شاكو أوياما ماكوتو نينوميا 3–6، 2–6، [7–10]                 | إري هوزمي كرامي نارا                        | هيش سو وي كرامي نارا                 | شيهو أكيتا أياكا أوكونو وانغ كيانغ فاراتشايا وونجتينتشاي                         |
| 16 نوفمبر | زوادا، بولندا أرضية سجاد (داخلية) $25،000 قرعة المباريات الفردية والزوجية نسخة محفوظة 2015-11-09 على موقع واي باك مشين.            | إيفانا جوروفيتش 6–2، 6–2                                    | ميهايلا بوزارنيسكو                          | كارولينا موتشوفا دليلا ياكوبوفيتش    | تمارا زيدانسيك كريستينا دينو كريستينا شمايدلوفا تريزا ماليكوفا                   |
| 16 نوفمبر | زوادا، بولندا أرضية سجاد (داخلية) $25،000 قرعة المباريات الفردية والزوجية نسخة محفوظة 2015-11-09 على موقع واي باك مشين.            | ميهايلا بوزارنيسكو جوستينا ججيولكا 6–2، 6–3                 | كيم جراجديك ايكاترينا ياشينا                | كارولينا موتشوفا دليلا ياكوبوفيتش    | تمارا زيدانسيك كريستينا دينو كريستينا شمايدلوفا تريزا ماليكوفا                   |
| 16 نوفمبر | إيجون جي بي برو سيريز شروزبري شروزبري (المملكة المتحدة)، المملكة المتحدة ملعب صلب (داخلية) $25،000 قرعة المباريات الفردية والزوجية | أوسيان دودان 7–6(7–3)، 7–5                                  | فريا كريستي                                 | ليزلي كورخوف غريت مينين              | ماريام بولكفادزه أكجول أمانمورادوف آنا فرلجيتش زينيا كنول                        |
| 16 نوفمبر | إيجون جي بي برو سيريز شروزبري شروزبري (المملكة المتحدة)، المملكة المتحدة ملعب صلب (داخلية) $25،000 قرعة المباريات الفردية والزوجية | زينيا كنول أليس ماتيوكسي 3–6، 6–3، [10–3]                   | ليزلي كورخوف كيرين ليموين                   | ليزلي كورخوف غريت مينين              | ماريام بولكفادزه أكجول أمانمورادوف آنا فرلجيتش زينيا كنول                        |
| 16 نوفمبر | Orto-Lääkärit Open هلسنكي، فنلندا سجاد (داخلي) $10،000 قرعة المباريات الفردية والزوجية                                             | ألينا تاراسوفا 6–3، 6–3                                     | كارولين فيرنر                               | إيما لين فاليريا غورلاتس             | داريا ميشينا إيما فلوود كليارتجي ليبينس ميغالي كيمبين                            |
| 16 نوفمبر | Orto-Lääkärit Open هلسنكي، فنلندا سجاد (داخلي) $10،000 قرعة المباريات الفردية والزوجية                                             | داريا لوديكوفا داريا ميشينا 3–6، 6–2، [10–5]                | ميغالي كيمبين كيلي فيرستيغ                  | إيما لين فاليريا غورلاتس             | داريا ميشينا إيما فلوود كليارتجي ليبينس ميغالي كيمبين                            |
| 16 نوفمبر | جولبارجا، الهند ملعب صلب $10،000 قرعة المباريات الفردية والزوجية                                                                   | بريرنا بامبري 4–6، 7–5، 6–4                                 | رييا باتيا                                  | تاماشان مومكونتود إيتي ماهيتا        | كانيكا فايديا سنيديفي ريدي شارمادا بالو ناتاشا بالها                             |
| 16 نوفمبر | جولبارجا، الهند ملعب صلب $10،000 قرعة المباريات الفردية والزوجية                                                                   | دهروثي تاتشار فينوغوبال كارمان ثاندي 1–6، 6–3، [10–7]       | بريرنا بامبري كانيكا فايديا                 | تاماشان مومكونتود إيتي ماهيتا        | كانيكا فايديا سنيديفي ريدي شارمادا بالو ناتاشا بالها                             |
| 16 نوفمبر | الدار البيضاء، المغرب ملعب ترابي $10،000 قرعة المباريات الفردية والزوجية                                                           | كورينا دينتوني 7–6(7–0)، 6–3                                | جوليا Grabher                               | فاطمة النبهاني إيرينا Fetecău        | كاميلا Rosatello كريستينا Adamescu فاسيليسا Aponasenko كاميليا Hristea           |
| 16 نوفمبر | الدار البيضاء، المغرب ملعب ترابي $10،000 قرعة المباريات الفردية والزوجية                                                           | أولغا Parres Azcoitia كاميلا Rosatello 6–4، 6–3             | إيرينا Fetecău كاميليا Hristea              | فاطمة النبهاني إيرينا Fetecău        | كاميلا Rosatello كريستينا Adamescu فاسيليسا Aponasenko كاميليا Hristea           |
| 16 نوفمبر | ستيلينبوش، جنوب إفريقيا ملعب صلب $10،000 قرعة المباريات الفردية والزوجية                                                           | غابرييلا تايلور 4–6، 6–2، 6–1                               | نعومي Totka                                 | لويزا ماري Huber أميلي Intert        | مادري لو رو إيلزي هاتينغ نيكول روتمان فاليريا Bhunu                              |
| 16 نوفمبر | ستيلينبوش، جنوب إفريقيا ملعب صلب $10،000 قرعة المباريات الفردية والزوجية                                                           | إيلزي هاتينغ مادري لو رو 6–1، 7–6(7–5)                      | كاثارينا Hering نعومي Totka                 | لويزا ماري Huber أميلي Intert        | مادري لو رو إيلزي هاتينغ نيكول روتمان فاليريا Bhunu                              |
| 16 نوفمبر | قسطلونة، إسبانيا ملعب ترابي $10،000 قرعة المباريات الفردية والزوجية                                                                | إيرين بوريلو Escorihuela 6–2، 6–2                           | إيزابيل والاس                               | غايا سانيسي ألكسندرا كوراشفيلي       | أندريا غاميز أولغا Sáez Larra جوزفين Boualem ديانا Šumová                        |
| 16 نوفمبر | قسطلونة، إسبانيا ملعب ترابي $10،000 قرعة المباريات الفردية والزوجية                                                                | نويليا Bouzó Zanotti أولغا Sáez Larra 6–3، 7–5              | ألكسندرا كوراشفيلي إيوانا لوريدانا روسكا    | غايا سانيسي ألكسندرا كوراشفيلي       | أندريا غاميز أولغا Sáez Larra جوزفين Boualem ديانا Šumová                        |
| 16 نوفمبر | بورت القنطاوي، تونس ملعب صلب $10،000 قرعة المباريات الفردية والزوجية                                                               | إيما بورغيچ بوكو فوز بانسحاب                                | آنا كالينسكايا                              | ليتيسيا سارازين يلينا سيميتش         | مارجريتا لازاريفا بيا تشوك فيكتوريا مونتان جوليا واتشاتسيك                       |
| 16 نوفمبر | بورت القنطاوي، تونس ملعب صلب $10،000 قرعة المباريات الفردية والزوجية                                                               | مارجريتا لازاريفا جوليا واتشاتسيك 6–4، 6–4                  | بيانكا بيكافي سزابينا سزلافيكوفيكس          | ليتيسيا سارازين يلينا سيميتش         | مارجريتا لازاريفا بيا تشوك فيكتوريا مونتان جوليا واتشاتسيك                       |
| 16 نوفمبر | أنطاليا، تركيا ملعب ترابي $10،000 قرعة المباريات الفردية والزوجية                                                                  | إيكاترين جورجودزي 7–5، 6–7(3–7)، 6–3                        | يلينا ريباكينا                              | جوليا ستاماتوفا آنا بوندير           | ديا إفتيموفا لي يونو أغنيس بوكتا داشا إيفانوفا                                   |
| 16 نوفمبر | أنطاليا، تركيا ملعب ترابي $10،000 قرعة المباريات الفردية والزوجية                                                                  | أغنيس بوكتا فيفيان يوهاسوفا 7–5، 6–3                        | آنا بوندير ريبيكا ستولمار                   | جوليا ستاماتوفا آنا بوندير           | ديا إفتيموفا لي يونو أغنيس بوكتا داشا إيفانوفا                                   |
| 16 نوفمبر | كاراكاس، فنزويلا ملعب صلب $10،000 قرعة المباريات الفردية والزوجية                                                                  | كاتالينا بيلا 3–6، 6–4، 6–0                                 | فيكتوريا بوثيو                              | جولييتا إستابلي لورا بيجوسي          | ماريا ليناريس دي فاريا آنا فيكتوريا جوببي مونلاو أنستاسيا نيفيدوفا نيكا كوخارچوك |
| 16 نوفمبر | كاراكاس، فنزويلا ملعب صلب $10،000 قرعة المباريات الفردية والزوجية                                                                  | كاتالينا بيلا لورا بيجوسي 1–1، انسحاب                       | جولييتا إستابلي آنا فيكتوريا جوببي مونلاو   | جولييتا إستابلي لورا بيجوسي          | ماريا ليناريس دي فاريا آنا فيكتوريا جوببي مونلاو أنستاسيا نيفيدوفا نيكا كوخارچوك |
| 23 نوفمبر | Dunlop World Challenge تويوتا، اليابان سجاد (داخلي) $75،000 فردي - زوجي                                                            | يانا فيت 6–4، 4–6، 6–4                                      | لوكسيكا كومخوم                              | كسينيا ليكينا نعومي أوساكا           | صوفيا شاباتافا ريسا أوزاكي مارتينا كاريغارو ميسا إجوشي                           |
| 23 نوفمبر | Dunlop World Challenge تويوتا، اليابان سجاد (داخلي) $75،000 فردي - زوجي                                                            | أكيكو أومي بينجتارن بليبويتش 3–6، 6–0، [11–9]               | لوكسيكا كومخوم يوكي تاناكا                  | كسينيا ليكينا نعومي أوساكا           | صوفيا شاباتافا ريسا أوزاكي مارتينا كاريغارو ميسا إجوشي                           |
| 23 نوفمبر | سانتياغو، تشيلي ملعب ترابي $10،000 قرعة المباريات الفردية والزوجية                                                                 | دانييلا سيغيل 2–6، 6–2، انسحاب.                             | كاتالينا بيلا                               | مونتسيرات غونزاليس ريناتا زارازوا    | فرناندا بريتو غوادالوبي بيريز روجاس ناديه بودوروسكا جولييتا إستابل               |
| 23 نوفمبر | سانتياغو، تشيلي ملعب ترابي $10،000 قرعة المباريات الفردية والزوجية                                                                 | مونتسيرات غونزاليس آنا صوفيا سانشيز 6–4، 7–6(7–3)           | كاتالينا بيلا دانييلا سيغيل                 | مونتسيرات غونزاليس ريناتا زارازوا    | فرناندا بريتو غوادالوبي بيريز روجاس ناديه بودوروسكا جولييتا إستابل               |
| 23 نوفمبر | بيريرا، كولومبيا ملعب ترابي $10،000 قرعة المباريات الفردية والزوجية                                                                | لورا بيجوسي 5–7، 6–0، 6–2                                   | فيكتوريا بوثيو                              | جاكلين كريستيان ماديسون بورغينيون    | مادلين كوبيلت ماريا بولينا بيريز يولينا مونروي صوفيا مونيرا سانشيز               |
| 23 نوفمبر | بيريرا، كولومبيا ملعب ترابي $10،000 قرعة المباريات الفردية والزوجية                                                                | جاكلين كريستيان لورا بيجوسي 7–5، 6–3                        | ماريا فرنانديا هيرازو دانييل رولدان         | جاكلين كريستيان ماديسون بورغينيون    | مادلين كوبيلت ماريا بولينا بيريز يولينا مونروي صوفيا مونيرا سانشيز               |
| 23 نوفمبر | القاهرة، مصر ملعب ترابي $10،000 قرعة المباريات الفردية والزوجية                                                                    | نعومي توتكا 6–2، 6–1                                        | هيلين بلسكينا                               | إميلي أبلتون بيرفو جنكيز             | إليزابيث جيمس علا أبو ذكري ليلى النمر جولي رازافيندرانالي                        |
| 23 نوفمبر | القاهرة، مصر ملعب ترابي $10،000 قرعة المباريات الفردية والزوجية                                                                    | ساندرا سمير نعومي توتكا 7–5، 6–7(9–11)، [13–11]             | علا أبو ذكري آنا بيانكا ميهيلا              | إميلي أبلتون بيرفو جنكيز             | إليزابيث جيمس علا أبو ذكري ليلى النمر جولي رازافيندرانالي                        |
| 23 نوفمبر | جولبارغا، الهند ملعب صلب $10،000 قرعة المباريات الفردية والزوجية                                                                   | بريرنا بهامبري 6–0، 6–4                                     | ناتاشا بالها                                | تاماشان مومكونتود إيتاي ميهتا        | نيدي شيلومولا أستا درغودي برارثانا ثومباري ساي تشامارثي                          |
| 23 نوفمبر | جولبارغا، الهند ملعب صلب $10،000 قرعة المباريات الفردية والزوجية                                                                   | دهروثي تاتاشار فينوغوبال كارمان ثاندي 6–4، 6–7(5–7)، [10–7] | نيدي شيلومولا إيتاي ميهتا                   | تاماشان مومكونتود إيتاي ميهتا        | نيدي شيلومولا أستا درغودي برارثانا ثومباري ساي تشامارثي                          |
| 23 نوفمبر | رمات غان، إسرائيل ملعب صلب $10،000 قرعة المباريات الفردية والزوجية                                                                 | باربورا شتيكوفا 6–1، 6–4                                    | أولغا دوروشينا                              | إليونور باريير ألكسندرا موروكوفا     | فلادا إكشيباروفا داريا أوريتشكيفيتش كيرين شلومو شو تشينغ ون                      |
| 23 نوفمبر | رمات غان، إسرائيل ملعب صلب $10،000 قرعة المباريات الفردية والزوجية                                                                 | أولغا دوروشينا فلادا إكشيباروفا 6–2، 6–2                    | ألكسندرا موروكوفا باربورا شتيكوفا           | إليونور باريير ألكسندرا موروكوفا     | فلادا إكشيباروفا داريا أوريتشكيفيتش كيرين شلومو شو تشينغ ون                      |
| 23 نوفمبر | الرباط، المغرب ملعب ترابي $10،000 قرعة المباريات الفردية والزوجية                                                                  | ليا تولي 6–4، 6–1                                           | كريستينا أدامسكو                            | فاطمة النبهاني ديبورا كيرفس          | كاثرين شانترين سارة لانسا ميريانا تونا بيا برغليز                                |
| 23 نوفمبر | الرباط، المغرب ملعب ترابي $10،000 قرعة المباريات الفردية والزوجية                                                                  | فاطمة النبهاني أولغا باريس أزكويتا 7–6(7–5)، 7–5            | ليا تولي ميريانا تونا                       | فاطمة النبهاني ديبورا كيرفس          | كاثرين شانترين سارة لانسا ميريانا تونا بيا برغليز                                |
| 23 نوفمبر | نوليس، إسبانيا ملعب ترابي $10،000 قرعة المباريات الفردية والزوجية                                                                  | ألكسندرا كوراشفيلي 6–4، 6–7(7–9)، 7–6(7–3)                  | أندريا غاميز                                | أولغا سايز لارا أماندا كاريراس       | إيزابيل واليس أليس سافورتي سيون مينديز فيديريكو أرتشيدياكونو                     |
| 23 نوفمبر | نوليس، إسبانيا ملعب ترابي $10،000 قرعة المباريات الفردية والزوجية                                                                  | شارلوت رومر أولغا سايز لارا 6–2، 6–3                        | أريادنا مارتي ريمباو مارتا سكسيميلو باسكوال | أولغا سايز لارا أماندا كاريراس       | إيزابيل واليس أليس سافورتي سيون مينديز فيديريكو أرتشيدياكونو                     |
| 23 نوفمبر | Port El Kantaoui، تونس ملعب صلب $10،000 قرعة المباريات الفردية والزوجية                                                            | إيزابيلا شنيكوفا 1–6، 2–6                                   | شيراز بشري                                  | يانا سيزيكوفا مريم سيفيرا ليما       | كاجسا رينالدو بيرسون ناتاليا شيبيك فيكتوريا مونتين بريت جيكنس                    |
| 23 نوفمبر | Port El Kantaoui، تونس ملعب صلب $10،000 قرعة المباريات الفردية والزوجية                                                            | ليني مالكفيست يانا سيزيكوفا 4–6، 2–6                        | كاجسا رينالدو بيرسون ناتاليا شيبيك          | يانا سيزيكوفا مريم سيفيرا ليما       | كاجسا رينالدو بيرسون ناتاليا شيبيك فيكتوريا مونتين بريت جيكنس                    |
| 23 نوفمبر | أنطاليا، تركيا ملعب ترابي $10،000 قرعة المباريات الفردية والزوجية                                                                  | آنا بوندار 3–6، 4–6                                         | أليسا كليبانوفا                             | رالوكا شيربان أناستازيا فدوفينكو     | أكيهو كاكوي أليونا سوتنيكوفا إيكاترين جورجودزي ديا إفتيموفا                      |
| 23 نوفمبر | أنطاليا، تركيا ملعب ترابي $10،000 قرعة المباريات الفردية والزوجية                                                                  | آنا بوندار ريبيكا ستولمار 2–6، 4–6، [2–10]                  | صوفيا كفاتسابايا جوليت ستور                 | رالوكا شيربان أناستازيا فدوفينكو     | أكيهو كاكوي أليونا سوتنيكوفا إيكاترين جورجودزي ديا إفتيموفا                      |
| 30 نوفمبر | سانتياغو، تشيلي ملعب ترابي $25،000 قرعة المباريات الفردية والزوجية                                                                 | فيرونيكا سبيد رويج 6–0، 2–6، 7–5                            | آنه شيفر                                    | فيكتوريا بوثيو آنا صوفيا سانشيز      | دانييلا سيغيل كاتالينا بيلا لورا بيجوسي ناديه بودوروسكا                          |
| 30 نوفمبر | سانتياغو، تشيلي ملعب ترابي $25،000 قرعة المباريات الفردية والزوجية                                                                 | فيكتوريا رودريغيز ريناتا زارازوا 6–2، 5–7، [10–7]           | فلورنسيا مولينيرو لورا بيجوسي               | فيكتوريا بوثيو آنا صوفيا سانشيز      | دانييلا سيغيل كاتالينا بيلا لورا بيجوسي ناديه بودوروسكا                          |
| 30 نوفمبر | القاهرة، مصر ملعب ترابي $10،000 قرعة المباريات الفردية والزوجية                                                                    | ميلاني كلافنير 6–4، 6–2                                     | نعومي توتكا                                 | صوفيا شاباتافا جوليا جرابهر          | ساندرا سمير إليزابيث جيمس آنا مورجينا هيلين بلسكينا                              |
| 30 نوفمبر | القاهرة، مصر ملعب ترابي $10،000 قرعة المباريات الفردية والزوجية                                                                    | جوليا جرابهر آنا بيانكا ميهيلا 6–2، 6–4                     | آنا مورجينا باتريشيا بولانسكا               | صوفيا شاباتافا جوليا جرابهر          | ساندرا سمير إليزابيث جيمس آنا مورجينا هيلين بلسكينا                              |
| 30 نوفمبر | رمات غان، إسرائيل ملعب صلب $10،000 قرعة المباريات الفردية والزوجية                                                                 | دينيز خازانيك 7–6(8–6)، 6–3                                 | أولغا دوروشينا                              | مارغريتا سكريابينا ألكسندرا موروزوفا | داريا لوديكا كيرين شلومو ساراي ستيرينباخ فلادا إكشيباروفا                        |
| 30 نوفمبر | رمات غان، إسرائيل ملعب صلب $10،000 قرعة المباريات الفردية والزوجية                                                                 | ألكسندرا موروزوفا باربورا شتيفكوفا 6–2، 7–5                 | فلادا إكشيباروفا داريا لوديكا               | مارغريتا سكريابينا ألكسندرا موروزوفا | داريا لوديكا كيرين شلومو ساراي ستيرينباخ فلادا إكشيباروفا                        |
| 30 نوفمبر | بورت القنطاوي، تونس ملعب صلب $10،000 قرعة المباريات الفردية والزوجية                                                               | إيزابيلا شنيكوفا 6–3، 6–2                                   | يانا سيزيكوفا                               | ناتاليجا شيبك كارتج ليبينس           | ألكسندرا بيربر ميرابيل نجوز مارتينا أوكالوفا كارين كينيل                         |
| 30 نوفمبر | بورت القنطاوي، تونس ملعب صلب $10،000 قرعة المباريات الفردية والزوجية                                                               | كارين كينيل إيزابيلا شنيكوفا 4–6، 6–3، [10–7]               | داريا تشيرنتسوفا يانا سيزيكوفا              | ناتاليجا شيبك كارتج ليبينس           | ألكسندرا بيربر ميرابيل نجوز مارتينا أوكالوفا كارين كينيل                         |
| 30 نوفمبر | أنطاليا، تركيا ملعب ترابي $10،000 قرعة المباريات الفردية والزوجية                                                                  | أليسا كليبانوفا 4–6، 3–6                                    | آني أميراغيان                               | مارليس زوبر إيكاترين جورجودزي        | ديا إفتيموفا صوفيا كفاتسابايا إلينا روس آني فانجيلوفا                            |
| 30 نوفمبر | أنطاليا، تركيا ملعب ترابي $10،000 قرعة المباريات الفردية والزوجية                                                                  | كريستينا شاكوفيتس أليونا سوتنيكوفا 5–7، 4–6                 | ألونا فومينا صوفيا كفاتسابايا               | مارليس زوبر إيكاترين جورجودزي        | ديا إفتيموفا صوفيا كفاتسابايا إلينا روس آني فانجيلوفا                            |

### ديسمبر
| الأسبوع   | البطولة | الفائزات                                                      | الوصيفات                              | المتأهلات لنصف النهائي               | المتأهلات لربع النهائي                                             |
| --------- | --- | ------------------------------------------------------------- | ------------------------------------- | ------------------------------------ | ------------------------------------------------------------------ |
| 7 ديسمبر  | القاهرة، مصر ملعب ترابي $25،000 قرعة المباريات الفردية والزوجية                                            | ميهايلا بوزارنيسكو 6–0، 6–3                                   | فالنتينا إيفاكنينكو                   | مارتينا كاريغارو ميلاني كلافنير      | إيرينا ماريا بارا دليلا ياكوبوفيتش بولينا ليكينا ريكا-لوسا جاني    |
| 7 ديسمبر  | القاهرة، مصر ملعب ترابي $25،000 قرعة المباريات الفردية والزوجية                                            | فالنتينا إيفاكنينكو دليلا ياكوبوفيتش انسحاب                   | مارتينا كاريغارو ريكا-لوسا جاني       | مارتينا كاريغارو ميلاني كلافنير      | إيرينا ماريا بارا دليلا ياكوبوفيتش بولينا ليكينا ريكا-لوسا جاني    |
| 7 ديسمبر  | لاغوس، نيجيريا ملعب صلب $25،000 قرعة المباريات الفردية والزوجية                                            | تيساه أندريانجافيتريمو 6–3، 5–7، 6–4                          | تادجا ماجريتش                         | ألريكك إيكري كوني بيرين              | شيرازاد ريكس جوليا تيرزيزكا براثانا تومبار فاليريا ستراخوفا        |
| 7 ديسمبر  | لاغوس، نيجيريا ملعب صلب $25،000 قرعة المباريات الفردية والزوجية                                            | مارغريتا لازاريفا فاليريا ستراخوفا 6–1، 6–2                   | فاليريا بهونو إيستر ماسوري            | ألريكك إيكري كوني بيرين              | شيرازاد ريكس جوليا تيرزيزكا براثانا تومبار فاليريا ستراخوفا        |
| 7 ديسمبر  | Victoria Park، هونغ كونغ ملعب صلب $10،000 قرعة المباريات الفردية والزوجية                                  | تيان ران 6–2، 6–3                                             | إيما لين                              | شون فانجيينغ توري كينارد             | غاي آو لي بي-تشي كانغ جياكي هان سونغ هي                            |
| 7 ديسمبر  | Victoria Park، هونغ كونغ ملعب صلب $10،000 قرعة المباريات الفردية والزوجية                                  | هان سونغ هي كيم نا-ري 3–6، 6–3، [10–8]                        | إيما لين يوكينا سايغو                 | شون فانجيينغ توري كينارد             | غاي آو لي بي-تشي كانغ جياكي هان سونغ هي                            |
| 7 ديسمبر  | إندور، الهند ملعب صلب $10،000 قرعة المباريات الفردية والزوجية                                              | أناستاسيا فاسيليفا 7–5، 2–6، 6–2                              | كارمان ثاندي                          | كاتي دان بريرنا بامبري               | دروثي تاتاشار فينوغوبال سيلفيا نجيريتش سون شوليولو ناتاشا بالها    |
| 7 ديسمبر  | إندور، الهند ملعب صلب $10،000 قرعة المباريات الفردية والزوجية                                              | فيرونيكا كابشاي أناستاسيا فاسيليفا 6–1، 6–3                   | دروثي تاتاشار فينوغوبال كارمان ثاندي  | كاتي دان بريرنا بامبري               | دروثي تاتاشار فينوغوبال سيلفيا نجيريتش سون شوليولو ناتاشا بالها    |
| 7 ديسمبر  | دولي التنس فالد جاردينا سودتيرول أورتيزي، إيطاليا ملعب صلب (داخلي) $10،000 قرعة المباريات الفردية والزوجية | جورجيا بريشيا 6–4، 4–6، 6–3                                   | كاثينكا فون ديكمان                    | أدريانا ليكاج زينيا كنول             | جوليا تيم آنا توراتي مارتينا دي جوزيبي آنا كلاسن                   |
| 7 ديسمبر  | دولي التنس فالد جاردينا سودتيرول أورتيزي، إيطاليا ملعب صلب (داخلي) $10،000 قرعة المباريات الفردية والزوجية | ديبورا تشيزا أدريانا ليكاج 6–1، 6–3                           | كيارا جريم نينا ستادلر                | أدريانا ليكاج زينيا كنول             | جوليا تيم آنا توراتي مارتينا دي جوزيبي آنا كلاسن                   |
| 7 ديسمبر  | ميناء القنطاوي، تونس ملعب صلب $10،000 قرعة المباريات الفردية والزوجية                                      | إيزابيلا شنيكوفا 7–5، 6–1                                     | مارتا بايجينا                         | كارين كينيل ألكساندرا بيربر          | ليا رومان كايزا رينالدو بيرسون كيليا لو بيو كاساندرا دافيسن        |
| 7 ديسمبر  | ميناء القنطاوي، تونس ملعب صلب $10،000 قرعة المباريات الفردية والزوجية                                      | ماتيلد أرمیتانو فالنتين باشير 6–3، 6–2                        | داريا تشيرنيتسوفا مارتا بايجينا       | كارين كينيل ألكساندرا بيربر          | ليا رومان كايزا رينالدو بيرسون كيليا لو بيو كاساندرا دافيسن        |
| 7 ديسمبر  | أنطاليا، تركيا ملعب ترابي $10،000 قرعة المباريات الفردية والزوجية                                          | يلينا روسي 1–6، 7–6(7–3)، 6–2                                 | إيكاترين جورجودزي                     | لورا بيجوسي صوفيا كفاتسابايا         | ألونا فومينا جولي نو مارليس زوبير بيتيا أرشينكوفا                  |
| 7 ديسمبر  | أنطاليا، تركيا ملعب ترابي $10،000 قرعة المباريات الفردية والزوجية                                          | ألونا فومينا كريستينا شاكوفيتس 7–6(7–4)، 6–2                  | جولي نو يلينا روسي                    | لورا بيجوسي صوفيا كفاتسابايا         | ألونا فومينا جولي نو مارليس زوبير بيتيا أرشينكوفا                  |
| 14 ديسمبر | كأس أنقرة أنقرة، تركيا ملعب صلب (indoor) 50٬000 دولار فردي – زوجي                                          | إيفانا جوروفيتش 7–6(7–3)، 3–6، 6–2                            | تشالا بويوكاكاتشاي                    | يانا فيت ألكسندرا كادانتسو           | سيندي بورغر ناتاليا فيكليانتسيفا كريستينا دينو ليزلي كيركوف        |
| 14 ديسمبر | كأس أنقرة أنقرة، تركيا ملعب صلب (indoor) 50٬000 دولار فردي – زوجي                                          | ماريا خوسيه مارتينيز سانشيز مارينا ميلنيكوفا 6–4، 5–7، [10–8] | باولا كانيا ليزلي كيركوف              | يانا فيت ألكسندرا كادانتسو           | سيندي بورغر ناتاليا فيكليانتسيفا كريستينا دينو ليزلي كيركوف        |
| 14 ديسمبر | نافي مومباي، الهند ملعب صلب 25٬000 دولار قرعة المباريات الفردية والزوجية                                   | باربارا هاس 7–6(7–2)، 7–6(8–6)                                | أرينا سابالينكا                       | دوروتيجا إريك بولينا ليكينا          | لو جياجينغ آنا مورجينا جورجينا غارسيا بيريز أناستاسيا فاسيليفا     |
| 14 ديسمبر | نافي مومباي، الهند ملعب صلب 25٬000 دولار قرعة المباريات الفردية والزوجية                                   | آنا مورجينا نينا ستويانوفيتش 6–3، 7–5                         | بولينا ليكينا لو جياجينغ              | دوروتيجا إريك بولينا ليكينا          | لو جياجينغ آنا مورجينا جورجينا غارسيا بيريز أناستاسيا فاسيليفا     |
| 14 ديسمبر | لاغوس، نيجيريا ملعب صلب 25٬000 دولار قرعة المباريات الفردية والزوجية                                       | كوني بيرين 3–6، 6–4، 7–6(8–6)                                 | تادجا ماجريتش                         | Valeriya Strakhova Julia Terziyska   | ألريكك إيكري Prarthana Thombare Zhao Xiaoxi تيساه أندريانجافيتريمو |
| 14 ديسمبر | لاغوس، نيجيريا ملعب صلب 25٬000 دولار قرعة المباريات الفردية والزوجية                                       | Julia Terziyska Prarthana Thombare 4–6، 6–3، [10–8]           | تادجا ماجريتش كوني بيرين              | Valeriya Strakhova Julia Terziyska   | ألريكك إيكري Prarthana Thombare Zhao Xiaoxi تيساه أندريانجافيتريمو |
| 14 ديسمبر | بانكوك، تايلاند ملعب صلب $25،000 قرعة المباريات الفردية والزوجية                                           | كايا كانيبي 6–3، 6–3                                          | باتي شنايدر                           | ميرتل جورج إيرينا خروماتشيفا         | ماكوتو نينوميا بينجتارن بليبويتش سابينا شاريبوفا فيكتوريا كان      |
| 14 ديسمبر | بانكوك، تايلاند ملعب صلب $25،000 قرعة المباريات الفردية والزوجية                                           | إيرينا خروماتشيفا Valeria Solovyeva 5–7، 6–4، [12–10]         | جيسي رومبيس نونجنادا واناسوك          | ميرتل جورج إيرينا خروماتشيفا         | ماكوتو نينوميا بينجتارن بليبويتش سابينا شاريبوفا فيكتوريا كان      |
| 14 ديسمبر | حديقة فيكتوريا، هونغ كونغ ملعب صلب $10،000 قرعة المباريات الفردية والزوجية                                 | Haruka Kaji 6–1، 3–6، 2–2، ret.                               | Tori Kinard                           | Mana Ayukawa Gai Ao                  | Guo Hanyu Angelina Zhuravleva Wei Zhanlan Zhang Ying               |
| 14 ديسمبر | حديقة فيكتوريا، هونغ كونغ ملعب صلب $10،000 قرعة المباريات الفردية والزوجية                                 | إيما لين Yukina Saigo Walkover                                | Mana Ayukawa Haruka Kaji              | Mana Ayukawa Gai Ao                  | Guo Hanyu Angelina Zhuravleva Wei Zhanlan Zhang Ying               |
| 14 ديسمبر | ميناء القنطاوي، تونس ملعب صلب $10،000 قرعة المباريات الفردية والزوجية                                      | Marta Paigina 6–2، 6–3                                        | إيزابيلا شنيكوفا                      | Wiktoria Kulik Clothilde de Bernardi | Mirabelle Njoze Francesca Stephenson أودري ألبي Alexandra Perper   |
| 14 ديسمبر | ميناء القنطاوي، تونس ملعب صلب $10،000 قرعة المباريات الفردية والزوجية                                      | Darya Chernetsova Alexandra Perper 6–4، 4–6، [10–7]           | إيزابيلا شنيكوفا Francesca Stephenson | Wiktoria Kulik Clothilde de Bernardi | Mirabelle Njoze Francesca Stephenson أودري ألبي Alexandra Perper   |
| 21 ديسمبر | NECC–ITF بطولة التنس للسيدات بونه، الهند ملعب صلب $25٬000 قرعة المباريات الفردية والزوجية                  | أرينا سابالينكا 6–3، 6–4                                      | فيكتوريا كامينسكايا                   | آنا مورجينا نينا ستويانوفيتش         | جورجينا غارسيا بيريز باربارا هاس آنا فيسيلينوفيتش بولينا ليكينا    |
| 21 ديسمبر | NECC–ITF بطولة التنس للسيدات بونه، الهند ملعب صلب $25٬000 قرعة المباريات الفردية والزوجية                  | فالنتينا إيفاخنينكو أناستاسيا فاسيليفا 4–6، 6–2، [12–10]      | هسو تشيه يو برارتانا ثومبار           | آنا مورجينا نينا ستويانوفيتش         | جورجينا غارسيا بيريز باربارا هاس آنا فيسيلينوفيتش بولينا ليكينا    |
| 21 ديسمبر | بانكوك، تايلاند ملعب صلب $25٬000 قرعة المباريات الفردية والزوجية                                           | هان نا-لاي 6–2، 6–4                                           | ريسا أوزاكي                           | تيان ران كايا كانيبي                 | إيرينا خروماتشيفا سابينا شاريبوفا هيروكو كواتا لو جينغجينغ         |
| 21 ديسمبر | بانكوك، تايلاند ملعب صلب $25٬000 قرعة المباريات الفردية والزوجية                                           | إيرينا خروماتشيفا فاليريا سولوفيفا 6–3، 4–6، [10–5]           | تشوي جي-هي بينجتارن بليبويتش          | تيان ران كايا كانيبي                 | إيرينا خروماتشيفا سابينا شاريبوفا هيروكو كواتا لو جينغجينغ         |
| 21 ديسمبر | فيكتوريا بارك، هونغ كونغ ملعب صلب $10٬000 قرعة المباريات الفردية والزوجية                                  | إيما لين 6–1، 6–3                                             | تشيهيرو موراماتسو                     | وانغ يان جيانغ شينيو                 | فيفيان وولف أنجلينا زورافليفا شينغ يوقي وي زانلان                  |
| 21 ديسمبر | فيكتوريا بارك، هونغ كونغ ملعب صلب $10٬000 قرعة المباريات الفردية والزوجية                                  | إيما لين يوكينا سايغو 6–1، 6–1                                | جيانغ شينيو لي ييهونغ                 | وانغ يان جيانغ شينيو                 | فيفيان وولف أنجلينا زورافليفا شينغ يوقي وي زانلان                  |
| 21 ديسمبر | أنطاليا، تركيا ملعب ترابي $10،000 قرعة المباريات الفردية والزوجية                                          | إيكاترين جورجودزي 6–4، 6–2                                    | أيلا أكسو                             | لُو بروليو ديبورا كيرفس               | كارين كينيل جوليا ستاماتوفا أمينات كوشخوفا صوفيا كفاتسابايا        |
| 21 ديسمبر | أنطاليا، تركيا ملعب ترابي $10،000 قرعة المباريات الفردية والزوجية                                          | أمينات كوشخوفا جوليا ستاماتوفا 7–5، 6–1                       | كارين كينيل ناستجا كولار              | لُو بروليو ديبورا كيرفس               | كارين كينيل جوليا ستاماتوفا أمينات كوشخوفا صوفيا كفاتسابايا        |

## الروابط الخارجية
- "10،600 لاعبة، 1135 حدثًا: جولة الاتحاد الدولي لكرة المضرب العالمية للسيدات لعام 2023 بالأرقام". الاتحاد الدولي لكرة المضرب. مؤرشف من الأصل في 2025-07-01. اطلع عليه بتاريخ 2024-01-02.
- "أجندة جولة الاتحاد الدولي لكرة المضرب العالمية للسيدات". الاتحاد الدولي لكرة المضرب. مؤرشف من الأصل في 2024-10-07. اطلع عليه بتاريخ 2024-01-02.
- الاتحاد الدولي لكرة المضرب